# 1990年の日本
1990年の日本（1990ねんのにほん）では、1990年（平成2年）の日本の政治、経済、文化など出来事についてまとめる。

## 他の紀年法
日本では、西暦の他にも以下の紀年法を使用している。なお、以下の紀年法は西暦と月日が一致している。
- 元号
  - 平成2年
- 神武天皇即位紀元
  - 皇紀2650年
- 干支
  - 庚午（かのえ うま）

## カレンダー
| 1月 |    |    |    |    |    |    |
| 日  | 月 | 火 | 水 | 木 | 金 | 土 |
|     | 1  | 2  | 3  | 4  | 5  | 6  |
| 7   | 8  | 9  | 10 | 11 | 12 | 13 |
| 14  | 15 | 16 | 17 | 18 | 19 | 20 |
| 21  | 22 | 23 | 24 | 25 | 26 | 27 |
| 28  | 29 | 30 | 31 |    |    |    |
|     |    |    |    |    |    |    |

| 2月 |    |    |    |    |    |    |
| 日  | 月 | 火 | 水 | 木 | 金 | 土 |
|     |    |    |    | 1  | 2  | 3  |
| 4   | 5  | 6  | 7  | 8  | 9  | 10 |
| 11  | 12 | 13 | 14 | 15 | 16 | 17 |
| 18  | 19 | 20 | 21 | 22 | 23 | 24 |
| 25  | 26 | 27 | 28 |    |    |    |
|     |    |    |    |    |    |    |

| 3月 |    |    |    |    |    |    |
| 日  | 月 | 火 | 水 | 木 | 金 | 土 |
|     |    |    |    | 1  | 2  | 3  |
| 4   | 5  | 6  | 7  | 8  | 9  | 10 |
| 11  | 12 | 13 | 14 | 15 | 16 | 17 |
| 18  | 19 | 20 | 21 | 22 | 23 | 24 |
| 25  | 26 | 27 | 28 | 29 | 30 | 31 |
|     |    |    |    |    |    |    |

| 4月 |    |    |    |    |    |    |
| 日  | 月 | 火 | 水 | 木 | 金 | 土 |
| 1   | 2  | 3  | 4  | 5  | 6  | 7  |
| 8   | 9  | 10 | 11 | 12 | 13 | 14 |
| 15  | 16 | 17 | 18 | 19 | 20 | 21 |
| 22  | 23 | 24 | 25 | 26 | 27 | 28 |
| 29  | 30 |    |    |    |    |    |
|     |    |    |    |    |    |    |

| 5月 |    |    |    |    |    |    |
| 日  | 月 | 火 | 水 | 木 | 金 | 土 |
|     |    | 1  | 2  | 3  | 4  | 5  |
| 6   | 7  | 8  | 9  | 10 | 11 | 12 |
| 13  | 14 | 15 | 16 | 17 | 18 | 19 |
| 20  | 21 | 22 | 23 | 24 | 25 | 26 |
| 27  | 28 | 29 | 30 | 31 |    |    |
|     |    |    |    |    |    |    |

| 6月 |    |    |    |    |    |    |
| 日  | 月 | 火 | 水 | 木 | 金 | 土 |
|     |    |    |    |    | 1  | 2  |
| 3   | 4  | 5  | 6  | 7  | 8  | 9  |
| 10  | 11 | 12 | 13 | 14 | 15 | 16 |
| 17  | 18 | 19 | 20 | 21 | 22 | 23 |
| 24  | 25 | 26 | 27 | 28 | 29 | 30 |
|     |    |    |    |    |    |    |

| 7月 |    |    |    |    |    |    |
| 日  | 月 | 火 | 水 | 木 | 金 | 土 |
| 1   | 2  | 3  | 4  | 5  | 6  | 7  |
| 8   | 9  | 10 | 11 | 12 | 13 | 14 |
| 15  | 16 | 17 | 18 | 19 | 20 | 21 |
| 22  | 23 | 24 | 25 | 26 | 27 | 28 |
| 29  | 30 | 31 |    |    |    |    |
|     |    |    |    |    |    |    |

| 8月 |    |    |    |    |    |    |
| 日  | 月 | 火 | 水 | 木 | 金 | 土 |
|     |    |    | 1  | 2  | 3  | 4  |
| 5   | 6  | 7  | 8  | 9  | 10 | 11 |
| 12  | 13 | 14 | 15 | 16 | 17 | 18 |
| 19  | 20 | 21 | 22 | 23 | 24 | 25 |
| 26  | 27 | 28 | 29 | 30 | 31 |    |
|     |    |    |    |    |    |    |

| 9月 |    |    |    |    |    |    |
| 日  | 月 | 火 | 水 | 木 | 金 | 土 |
|     |    |    |    |    |    | 1  |
| 2   | 3  | 4  | 5  | 6  | 7  | 8  |
| 9   | 10 | 11 | 12 | 13 | 14 | 15 |
| 16  | 17 | 18 | 19 | 20 | 21 | 22 |
| 23  | 24 | 25 | 26 | 27 | 28 | 29 |
| 30  |    |    |    |    |    |    |
|     |    |    |    |    |    |    |

| 10月 |    |    |    |    |    |    |
| 日   | 月 | 火 | 水 | 木 | 金 | 土 |
|      | 1  | 2  | 3  | 4  | 5  | 6  |
| 7    | 8  | 9  | 10 | 11 | 12 | 13 |
| 14   | 15 | 16 | 17 | 18 | 19 | 20 |
| 21   | 22 | 23 | 24 | 25 | 26 | 27 |
| 28   | 29 | 30 | 31 |    |    |    |
|      |    |    |    |    |    |    |

| 11月 |    |    |    |    |    |    |
| 日   | 月 | 火 | 水 | 木 | 金 | 土 |
|      |    |    |    | 1  | 2  | 3  |
| 4    | 5  | 6  | 7  | 8  | 9  | 10 |
| 11   | 12 | 13 | 14 | 15 | 16 | 17 |
| 18   | 19 | 20 | 21 | 22 | 23 | 24 |
| 25   | 26 | 27 | 28 | 29 | 30 |    |
|      |    |    |    |    |    |    |

| 12月 |    |    |    |    |    |    |
| 日   | 月 | 火 | 水 | 木 | 金 | 土 |
|      |    |    |    |    |    | 1  |
| 2    | 3  | 4  | 5  | 6  | 7  | 8  |
| 9    | 10 | 11 | 12 | 13 | 14 | 15 |
| 16   | 17 | 18 | 19 | 20 | 21 | 22 |
| 23   | 24 | 25 | 26 | 27 | 28 | 29 |
| 30   | 31 |    |    |    |    |    |
|      |    |    |    |    |    |    |

## 周年
- 2月15日 - 高松市市制100周年。

## できごと

### 主なできごと（通年）
報道各社が報道した、本年の主要なニュース
- 湾岸危機（湾岸戦争）が勃発し、日本も対イラク制裁を行った[1]。

日本国政府はイラクによるクウェート侵攻を強く非難し、日本国内にあるクウェートの金融資産を保全するための措置を講じた。
国連安保理が経済制裁決議を採択するのに先立って、日本は自主的に1990年8月5日にイラクに対する経済制裁措置を決定した。これは（1）イラクとクウェイト両国からの石油輸入の禁止、(2) 両国への輸出の禁止、(3) 両国に対する投資、融資その他の資本取引の停止のための適切な措置の採用、(4)イラクに対する経済協力の凍結  - 以上4つを内容とする包括的なものだった。
- 総選挙で自由民主党が安定多数を獲得した[1]。

2月19日に行われた第39回総選挙は、自民党はリクルート事件の影響で苦戦が予想されたにもかかわらず安定多数を確保し、幹事長として選挙戦を陣頭指揮した小沢一郎の手腕が高く評価された。
- 天皇の即位の礼と大嘗祭[1]
- 日本と北朝鮮の3党が国交正常化についての共同宣言を発表した[1]。→日朝関係に関する日本の自由民主党、日本社会党、朝鮮労働党の共同宣言

日本の自由民主党および日本社会党、そして北朝鮮の朝鮮労働党の3党が、日朝国交正常化に向けた共同宣言を採択した。これは日朝間の関係改善に向けた重要なステップと見なされた。
- 株価が大暴落した[1]。

1990年1月4日の大発会（新年の取引開始の日）は日経平均株価は30,165円52銭でスタートしたのだが、その後に下落傾向を強め、1990年4月2日には28,002円まで暴落し、その後一時的に回復したものの、同年8月のイラクのクウェート侵攻（および湾岸危機）で再び下落し、大納会（本年最後の取引日）では23,848円となっており、つまりわずか1年で日経平均株価が38%も下落したのだった。
なお、本年は「バブル景気最後の年」であり、株価バブル崩壊の年である。翌1991年には土地バブルも崩壊し、株価と地価が下落した状態になったことで、保有資産を売却しても返済ができない債務者が増加し、銀行は貸し付けたお金を回収できず不良債権を抱え、融資を渋るようになった。企業は収益が低下し経営が困難になっても、銀行からの融資が受けられなくなり、倒産する企業が増加した。こうして日本は、失われた10年、さらに2020年代になって振り返って失われた30年と呼ばれることになる、とても長い低迷期に入り込んでいった。

総選挙の結果
日経225の推移。グラフの頂点が本年の大発会（正月明けの取引開始日）であり、その右側は急降下している。

### 1月
- 1月1日 - 軽自動車の規格改正（全長:3.2m→3.3m,排気量:550cc→660cc化）。
- 1月5日 - 日本相撲協会、女性初の森山真弓内閣官房長官による総理大臣杯授与を拒否。
- 1月7日 - フジテレビ、人気アニメ『ちびまる子ちゃん』が放送開始。
- 1月8日 - マツダが「プロシード」を日本国内で販売開始（2月には「MPV」の販売開始）。
- 1月13日 - 第1回大学入試センター試験実施（14日まで）[書籍 1][書籍 2]。
- 1月16日 - 俳優の勝新太郎がハワイ・オアフ島のホノルル国際空港で入国時にコカイン所持が発覚し、逮捕される[書籍 2]。
- 1月17日 - 文部省宇宙科学研究所、国際気象観測計画「ダイアナ計画」の観測用ロケット第1号機の打ち上げに成功。
- 1月18日
  - 長崎市の本島等市長が地元右翼団体の幹部に拳銃で撃たれ、重傷[書籍 3]。
  - 最高裁判所、福岡県立伝習館高等学校の教諭が教科書を使用しないなど学習指導要領を逸脱したことを理由に懲戒免職としたことの是非を問う伝習館訴訟で、原告の訴えを棄却。
- 1月20日 - 自由民主党第52回定期党大会が開催される。
- 1月24日 - 衆議院が解散[書籍 3]。

### 2月
- 2月11日 - エニックスがドラゴンクエストシリーズの第4作目となるファミリーコンピュータ用ソフト『ドラゴンクエストIV 導かれし者たち』を発売。前作の教訓を踏まえ日曜日の発売としたが、抱き合わせ商法が横行し問題視された（ドラゴンクエストIV抱き合わせ販売事件も参照）。
- 2月12日 - 三菱自動車工業が「エクリプス」を日本国内で販売開始。
- 2月14日 - ローリング・ストーンズが待望の初来日公演を行う。東京ドームで27日まで10回の公演。
- 2月18日 - 第39回衆議院議員総選挙[書籍 3]。自由民主党275議席の絶対安定多数確保。
- 2月19日 - 日産自動車が「プリメーラ」を日欧で同時発表。
- 2月20日 - 草場良八が第12代最高裁判所長官に就任。
- 2月21日
  - 日経平均株価が1日で1161円下がり，終値が3万5734円になる(同23日には936円安の終値3万4891円，同26日には1569円安の終値3万3322円に)。
  - 神戸新交通六甲アイランド線（六甲ライナー）開業。
- 2月28日 - 第2次海部内閣が発足。

### 3月
- 3月1日 - 麒麟麦酒が「キリン一番搾り生ビール」を発売。ドライビールの対抗馬として注目を集める。
- 3月3日 - ポール・マッカートニーがソロとして初の来日公演。東京ドームにて13日まで6公演。
- 3月10日 - JRグループダイヤ改正。東北新幹線にくりこま高原駅開業。京葉線東京駅 - 新木場駅間が開業し全線開通。
- 3月12日 - トヨタ自動車が「セラ」を発売（4月には「ランドクルーザープラド」を発売）。
- 3月13日 - 角川書店が「東京ウォーカー」を創刊（当初の誌名は『東京ウォーカー じぱんぐ』）
- 3月17日 - 横綱・千代の富士貢、大相撲史上初の通算1000勝達成[書籍 4][書籍 5]。
- 3月20日 - 大阪市営地下鉄長堀鶴見緑地線の京橋駅 - 鶴見緑地駅間が開業。
- 3月24日 - 千葉市の幕張新都心に千葉マリンスタジアムが開場し、同日開催された巨人対ロッテのオープン戦でこけら落とし（のち1992年にロッテの本拠地となる）。
- 3月25日 - 日本テレビ、長寿プロ野球情報番組『ミユキ野球教室』が終了。
- 3月26日
  - 黒澤明、米アカデミー賞特別名誉賞を受賞[書籍 6]。
  - 阪神甲子園球場で第62回選抜高等学校野球大会が開幕。
- 3月30日 - 京王相模原線南大沢駅-橋本駅間開通。これにより京王相模原線全通。
- 3月31日
  - 鍛冶屋線・大社線がこの日限りで廃止。
  - 瀬戸大橋開通後も残っていた宇高連絡船の高速艇がこの日限りで休止となり、JRの宇高連絡船の運航が完全に終了。

### 4月
- 4月1日
  - 大阪市で国際花と緑の博覧会が開幕、9月30日まで開催[書籍 4][書籍 2]。
  - 三井銀行と太陽神戸銀行が合併、太陽神戸三井銀行（後のさくら銀行、現：三井住友銀行）誕生[書籍 7][書籍 2]。
  - 学習指導要領改定、小中学校での日の丸掲揚・君が代斉唱を義務化。
  - 能登線が第三セクター鉄道ののと鉄道に、宮津線が北近畿タンゴ鉄道にそれぞれ転換される。これにより特定地方交通線全路線の廃止もしくは第三セクター化が終了。
  - 博多南線が開業（山陽新幹線博多駅 - 博多総合車両所間の回送線を旅客化し博多南駅を設置）。
- 4月2日
  - 前日開幕した国際花と緑の博覧会の会場内交通機関「ウォーターライド」が脱線・高架から転落する事故が発生[書籍 2]。乗客・コンパニオン合わせて24名が重軽傷を負う。
  - 日経平均株価が1日で1978円下がり，終値が2万8002円となる。
- 4月4日
  - 相鉄いずみ野線いずみ野駅 - いずみ中央駅間が開業。
  - 第62回選抜高等学校野球大会の決勝が阪神甲子園球場で行われ近大附属が新田に5-2で勝ち初優勝。
- 4月11日 - 日本テレビ、期首特番『スーパークイズスペシャル』放送開始。
- 4月12日 - テレビ東京、人気アニメ『楽しいムーミン一家』放送開始。
- 4月22日 - 北九州市八幡東区の旧八幡製鐵所跡地の一部に宇宙をテーマにしたテーマパーク「スペースワールド」が開業。

### 5月
- 5月7日 - 三菱自動車工業が「ディアマンテ」を発売。（10月に姉妹車の「シグマ」、「GTO」を発売）
- 5月12日 - 
  - 広島市民球場で行われた広島対巨人戦の6回表開始直前、場内バックネットに男性がよじ登り、上から垂れ幕3本を掲げ発煙筒を投げる。これにより試合は9分間中断され[7]男性はバックネットから下りてきたところを現行犯逮捕された[8]。
  - トヨタ自動車が「エスティマ」を発売。
- 5月14日 - 日産自動車が「アベニール」を発売。
- 5月21日 - 兼古製作所が「アネックスNO6800」を発売。

### 6月
- 6月1日 - 大阪モノレールが開業。
- 6月2日 - 練馬三億円事件が発生。加害者の1人は懲役12年の判決を受け服役したが、出所後にマブチモーター社長宅殺人放火事件を起こし4人を殺害して死刑が確定した。
- 6月18日 - 日産自動車が「プレセア」を発売。
- 6月23日 - この日西武球場で行われた西武対ロッテ戦でロッテの監督の金田正一が判定に抗議して球審の高木敏昭に暴行を加え、一ヶ月の出場停止を受ける。暴行された審判はその後このトラブルが契機となり辞職。
- 6月29日 - 礼宮文仁親王が川嶋紀子と結婚、秋篠宮家を創設[書籍 7][書籍 8]。

### 7月

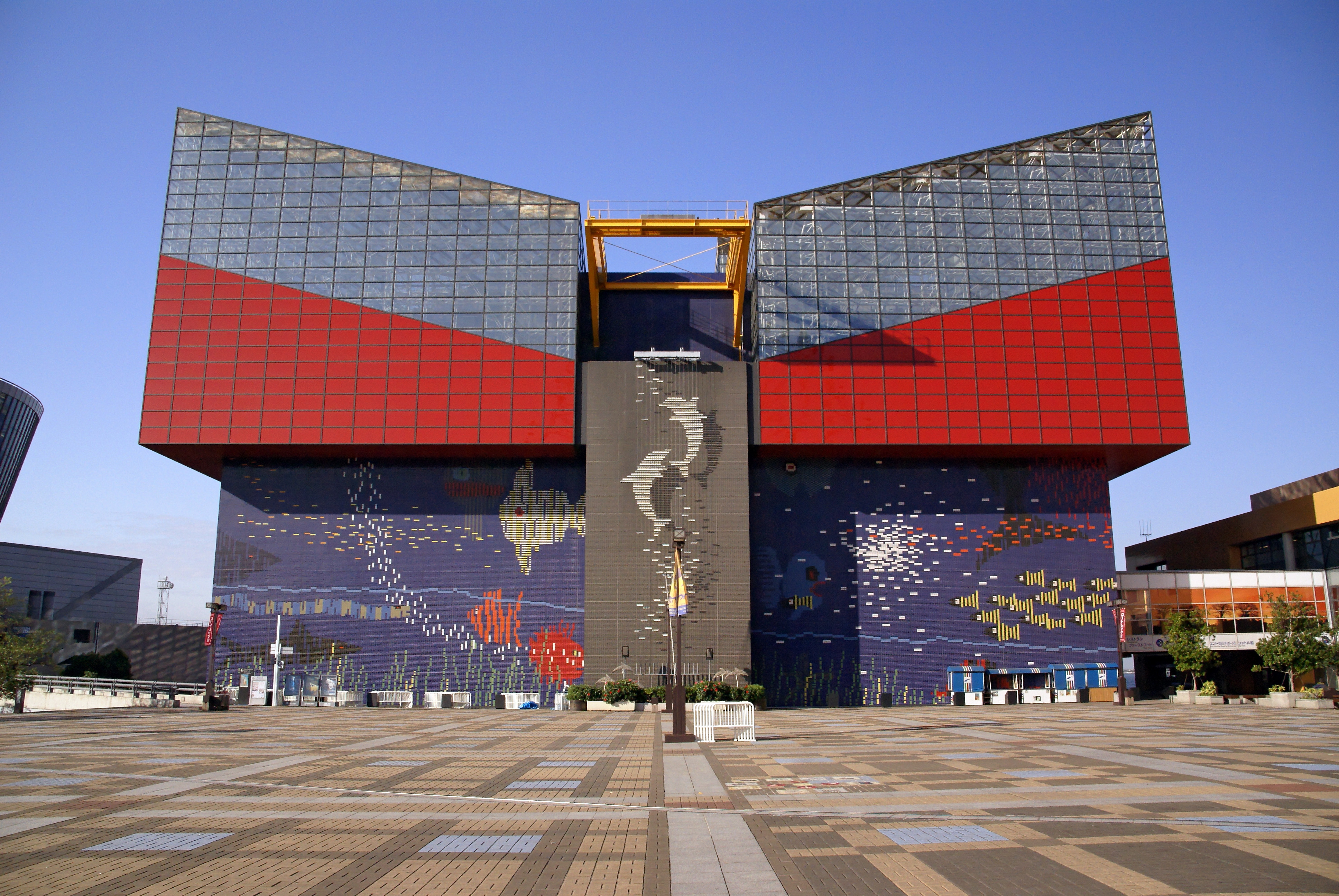
海遊館（7月20日開業）

- 7月5日 - 旧明治製菓川崎工場（川崎市幸区）跡地に「明治スポーツプラザ」設立。
- 7月6日 - 兵庫県立神戸高塚高等学校で遅刻監視を行っていた教諭が門扉を閉めた際、駆け込んできた女子生徒が門扉に頭を挟まれ死亡[書籍 2]。
- 7月13日 - 日本共産党第19回大会で志位和夫が書記局長に選出される。当時35歳の若さでの選出であった。
- 7月20日 - 大阪市港区天保山に水族館「海遊館」が開業。堺水族館が1961年に閉鎖されて以来29年ぶりに大阪府内に水族館ができた。

### 8月
- 8月2日 - 埼玉新都市交通（ニューシャトル）羽貫駅 - 内宿駅間が延伸開業。
- 8月8日 - 第72回全国高等学校野球選手権大会が阪神甲子園球場で開幕。
- 8月13日 - オリックス・ブレーブスが本拠地の神戸市移転とニックネームの変更を発表。
- 8月21日
  - 前日8月20日夕方に自宅内での事故で大火傷を負ったソ連・サハリン州在住の男児コンスタンティン・スコロプイシュヌイ（当時3歳）が、超法規的措置により北海道札幌市の札幌医科大学附属病院に緊急搬送されて一命を取り留める（11月23日に退院しその後帰国）。
  - 京大の森重文教授がフィールズ賞を受賞[書籍 9]。
  - 第62回全国高等学校野球選手権大会の決勝が阪神甲子園球場で行われ、奈良代表・天理が沖縄代表・沖縄水産を1-0で下し、1986年夏（第68回）以来4年ぶり2度目の優勝。
- 8月24日 - 島根医科大学（現：島根大学医学部）で日本初の生体部分肝移植の手術を受けた1歳9ヶ月（当時）の男児が死亡。
- 8月30日 - 日銀、公定歩合を年率6%に引き上げ。

### 9月
- 9月1日 - 毎日放送（MBS）が大阪市北区茶屋町の新社屋から本放送開始。
- 9月8日 - 巨人が東京ドームのヤクルト戦に勝ち、史上最短でセ・リーグの優勝決める。
- 9月9日 - 静岡市の電話市外局番が「0542」から「054」へ変更（当時の政令指定都市以外では熊本市に次いで2例目）。
- 9月14日 - 本田技研工業が「NSX」の国内販売開始。車両本体価格800万円、AT仕様は60万円高。
- 9月23日 - 西武ライオンズ、西武ライオンズ球場の対日本ハム戦に9-3で勝利。球団史上最速でパ・リーグ優勝。
- 9月30日
  - エキスポタワー閉鎖、展望塔としての役割を終える。
  - 和田岬線で運行されていた最後の定期運行の旧型客車がこの日限りで運行終了。翌日より気動車に置き換えられる。

### 10月
- 10月1日
  - 東証一時2万円割れ。
  - 鈴木自動車工業が商号をスズキに変更。
  - 大正製薬が頭痛薬「ナロンエース」を発売。
- 10月2日
  - 東証、前日より2676円55銭高い22898円41銭で取引を終了。前日の2万円割れの反動と、橋本龍太郎蔵相の株価対策発表を受けてのもの。これは2008年10月現在、1日の上昇幅では歴代1位、上昇率（+13.24%）も歴代2位の記録。
  - 大井川鐵道井川線奥泉駅 - 接岨峡温泉駅間を長島ダム建設のため新線に切り替え（同時に川根長島駅を接岨峡温泉駅に改称）。新線区間のうちアプトいちしろ駅 - 長島ダム駅間の急勾配区間はアプト式ラックレールを敷設し電化。国内では1963年に信越本線の碓氷峠越え区間から消滅して以来27年ぶりの営業路線でのアプト式鉄道となる。
- 10月3日 - フジテレビの『夜のヒットスタジオ』が放送終了。
- 10月5日 - オリックス・ブレーブスが来シーズンより新ニックネーム「ブルーウェーブ」へ変更することを発表。同時に上田利治監督の勇退と土井正三新監督の就任を発表。
- 10月6日 - セガが携帯型ゲーム機「ゲームギア」を発売。日本国産初のカラー液晶を初めて搭載した。
- 10月7日 - 住友銀行の磯田一郎会長が元支店長の巨額融資の不正仲介事件で引責辞任。
- 10月11日
  - 1983年からスパイ容疑で北朝鮮に抑留されていた「第十八富士山丸」の船長と機関長が釈放され帰国。
  - TBS、人気ドラマ『渡る世間は鬼ばかり』放送開始（2011年9月まで連続ドラマとして断続的に放送、以降単発ドラマとして不定期放送）。
- 10月12日
  - 日蓮正宗総本山大石寺・開創700年記念大法要を奉修。
  - 会津鉄道会津線会津田島駅 - 会津高原駅（現・会津高原尾瀬口駅）間が電化され、東武鉄道・野岩鉄道との直通運転を開始。
- 10月16日 - 第119臨時国会で、政府がPKO協力法案を提出。自衛隊の海外派遣を盛り込む。市民団体・主要労組など猛反発。
- 10月21日 - F1日本グランプリで鈴木亜久里が日本人初の3位入賞。
- 10月24日 - 日本シリーズで、西武が巨人を下しストレート4連勝(4タテ)で日本一に[書籍 5]。
- 10月25日 - シャープがハイパー電子システム手帳「PA-9500」を発売。
- 10月27日 - 日本テレビ、クイズ番組『マジカル頭脳パワー!!』放送開始。
- 10月28日
  - テレビアニメ『ちびまる子ちゃん』の視聴率が39.9%を記録し、視聴率調査の方式が現在の形に移行されてからの歴代テレビアニメ番組の1位となった[9]。
  - 美浜事件。福井県三方郡美浜町の海岸に、北朝鮮工作員2人の遺体と工作船が打ち上げられた[10][11][12][13]。

### 11月
- 11月8日
  - 吉川晃司と布袋寅泰のユニット、COMPLEXがこの日、東京ドームでのコンサートをもって活動休止。
  - 小沢一郎自民党幹事長と社公民三党書記長と幹事長・書記長会談で国連平和協力法案を廃案にすることを表明、新たな国連平和協力の具体策を作るための協議を提案[書籍 7]。
- 11月12日 - 天皇明仁の即位礼正殿の儀が皇居宮殿で挙行[書籍 7]。世界各国から首脳クラスが来日。
- 11月13日
  - 協和銀行と埼玉銀行が対等合併に合意（後の協和埼玉銀行→あさひ銀行。現在のりそな銀行・埼玉りそな銀行）[書籍 7]。
  - 新潟県三条市で市立西鱈田小学校4年生の女児（当時9歳）が下校途中に行方不明になり、新潟県警察により失踪事件として捜査が行われる[14]。この少女は9年2か月後の2000年1月28日に同県柏崎市の民家で保護されるまで（当時19歳）、この民家の住人である男によって誘拐・監禁されていたことが後に判明する[15]。
- 11月17日 - 長崎県の雲仙普賢岳が約200年ぶりに噴火活動[書籍 4]。
- 11月18日 - 沖縄県知事選挙投票日[書籍 7]。即日開票の結果、革新統一で新人の大田昌秀が保守系無所属で現職の西銘順治を破って初当選。12年ぶりに革新勢力が県政を奪還。
- 11月21日 - 任天堂の家庭用ゲーム機「スーパーファミコン」が発売開始。世界的に大ヒットした「ファミリーコンピュータ」（ファミコン）の次世代機に当たる。
- 11月22日 - 即位に伴い、大嘗祭を行う[書籍 7]。会場は皇居東御苑に設営された。
- 11月26日 - 松下電器産業がアメリカのMCAを買収。
- 11月30日
  - 台風28号が和歌山県白浜町に上陸。1951年の統計開始後、最も遅い時期の上陸で、11月に上陸した唯一の台風となっている。
  - 日本衛星放送（JSB）がサービス放送を開始。

### 12月

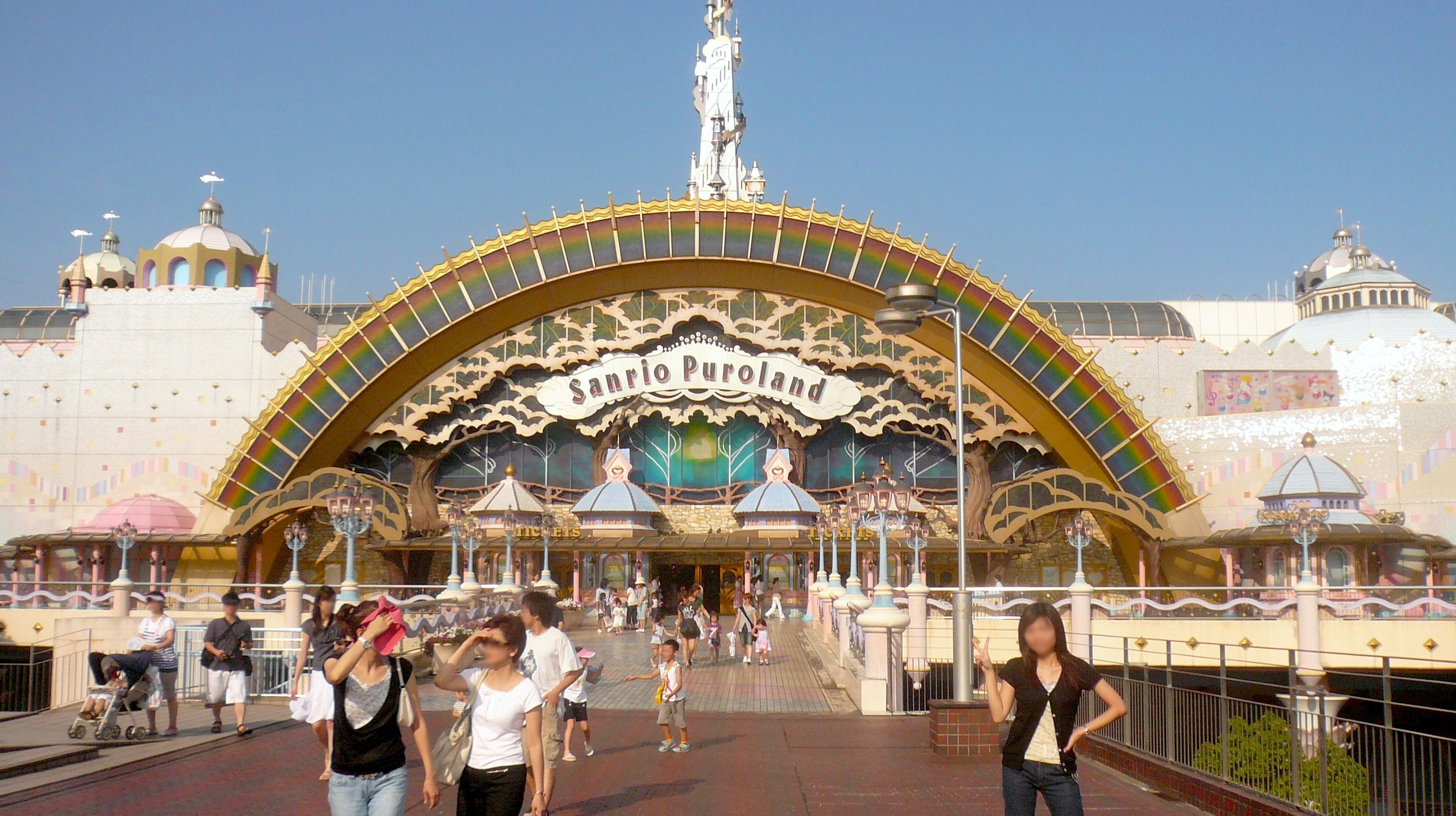
サンリオピューロランド（12月7日開園）

- 12月1日 - 三菱金属と三菱鉱業セメントが合併し、三菱マテリアルが発足。
- 12月2日 - TBS記者の秋山豊寛がソ連のソユーズTM-11で日本人初の宇宙飛行[書籍 4]。
- 12月7日 - 東京都多摩市にサンリオピューロランドが開園。
- 12月20日 - 新潟県湯沢町にJR東日本グループが運営するスキー場「ガーラ湯沢スキー場」が開設。これにあわせて上越新幹線[注釈 1]越後湯沢駅 - ガーラ湯沢駅間の支線が開業。
- 12月21日 - 経団連第7代会長に平岩外四が就任。
- 12月29日 - 第2次海部改造内閣発足[書籍 7]。
- 12月31日 - 下津井電鉄がこの日限りで廃止。
- 海外渡航者初の1000万人突破

## 社会

### 政治
在職者
- 天皇: 明仁（ただし、象徴天皇制であり、国政に関する権能を有さない[16]）
- 内閣総理大臣: 海部俊樹（自由民主党）
  - 内閣官房長官: 森山眞弓（自由民主党）、2月28日から坂本三十次（自由民主党）
  - 各大臣については、2月28日までは第1次海部内閣、2月28日からは第2次海部内閣を参照
- 衆議院議長: 田村元（自由民主党）、1月24日から櫻内義雄（自由民主党）
- 参議院議長: 土屋義彦（自由民主党）
- 最高裁判所長官: 矢口洪一、2月19日から草場良八

国会
- - 第117回 (常会, 1989年（平成元年）12月25日-1990年1月24日)
  - 第118回 (特別会, 2月27日-6月26日)
  - 第119回 (臨時会, 10月12日-11月10日)
  - 第120回 (常会, 12月10日-1991年（平成3年）5月8日)

国外の政治環境
東西に分裂しており冷戦の象徴的存在だったドイツが、西ドイツ主導で東ドイツを再統一し、1945年以来の東西ベルリン市が首都に復帰した。一連の民主化を求める東欧革命の流れの中で急速に再統一が実現した。一方で冷戦構造で戦後世界に東側諸国の盟主として君臨してきたソビエト連邦は、構成連邦国家の独立宣言が相次いだ年でもあり、この年から翌年にかけて急速に有名無実化したソ連政府は、1991年12月25日に活動を停止する事をゴルバチョフ大統領が発表し、最大の構成主体共和国であったロシア連邦が主な後継国家として独立した事で、事実上ソ連は滅亡した。東欧では旧ソ連から独自性の高い地域であったウクライナとベラルーシなどが新たな独立国となり、名実共に1950年代から続いた欧米地域の東西冷戦構造は解体されたが、中国の首都北京での民主化要求が挫折した天安門事件などを経た為に、東アジアや東南アジアでは冷戦期の国家が存続した状態で21世紀を迎えた。

### 経済
背景
1980年代の日本の自由民主党は、円高対策のために公定歩合を5%から2.5%に引き下げて日本円が市中に過剰に出回り続ける状態が放置された結果、"かね余り"状態になり、おまけに法人税減税や個人への減税も行ったので、その金が株や土地に対する投機にまわり、投機目的の売買により株価や地価が異常な上昇を続け、いわゆるバブルが発生した。なお、株式投機や土地投機で"にわか金持ち"（成金）なった人々が多く、成金は自分が金を得たことを必要以上に他人に見せびらかそう、目立とうとし、人々の心を煽るので、日本はある種の狂乱状態になっていた。日本人のほとんどは、自分らが一時的なバブルという現象の中に入り込んでしまっていること、一時的な異常心理状態に陥っていることに気づいていなかった。
無視された警告
ただし警告を発した日本人がひとりもいなかったわけではない。早稲田大学ファイナンス総合研究所顧問を務めていた野口悠紀雄は、日本経済の異常さ（バブル状態）を指摘する声を発していた。野口は「地価高騰はバブルであり、このバブルが崩壊したら大変なことになる」と警告したが、日本人の誰も聞く耳を持っていなかった。投機に狂乱し、あわよくば自分も投機で儲けようと考えていた当時の日本人（日本人のほぼ全員）には、野口の指摘を謙虚に聴く気持ちが欠如していた。
冷静に判断をする為政者がいさえすれば、過剰な金余りというものは、公定歩合を引き上げさえすれば抑制できるので、早めに公定歩合を引き上げておきさえすれば、バブルの異常な膨張やバブル崩壊は予防できたはずなのだが、自由民主党の国会議員は、バブルの投機で金儲け中の にわか金持ち（成金）たちからも政治献金を受けており、さらに言えば国会議員の中には自身で投機による金儲けに直接的に関与している者もかなりいたので、かけるべきブレーキをかけられず、異常に低い公定歩合を放置していた。
遅れて発動した対応（遅すぎた対応）
しかし、さすがの自民党国会議員にも、1989年春ころにはバブルへの警戒感が出始め、景気の過熱を抑える目的で公定歩合を段階的に引き上げることにし、日本銀行が動いた。概要としては、1989年5月から1990年8月にかけて、2.5%から6%まで引き上げた。
公定歩合の引き上げの詳細
- 1989年は5月、10月、12月に3回引き上げ、合計で2.5%から4.5%まで上げた。
- 1990年は3月、8月の2回引き上げ、4.5%から6%まで上げた。

なお、それまでの人々の熱狂状態があまりに極端になってしまっていたので、公定歩合の引き上げによる鎮静効果は1989年の引き上げですぐには現れず、一種の"慣性"のようなものが働き株価はしばらく上昇を続け、1989年末に日経平均は3万8957円44銭を記録した。年末年始の株式市場が閉じる期間、すなわち投機家も頭を冷やせる期間中にようやく、投機家の中に少し冷静に考える人々、バブル状態とそれが崩壊した先に起きることに警戒心を持つ人の割合が増えた。こうして潮目が変わり、1990年1月入ると株価が急落を開始し、一旦下落傾向に入ると、夢から覚める人が続出し、特に欲望に駆られて株式の信用買いの割合を増やしすぎていた人々は必然的に連鎖的な株式売却をせざるを得なくなり、こうして株価は大暴落してゆき、1989年末-1990年年始の最高値からわずか９ヶ月後の10月には一時2万円割れまで下落した。その後、翌年1991年にかけて不動産市場の過熱も次第に沈静化し、下落傾向となり、土地投機をしたばかりに大損し、行き詰まる人々・企業も続出するようになる。
なお、公定歩合を引き上げたから悲惨な状態になったわけではなく、公定歩合を低いまま長年放置しつづけて過度なバブルを発生させたことが根本原因である。為政者が市場の状態、経済の状態を冷静に判断して、公定歩合の早め早めの微調整を繰り返せば、経済は加熱しすぎず、冷えすぎず、適度な温度を保つことができたのだが、日本の為政者（自由民主党）にはそれができなかった。硬直的で、動きがとにかく遅すぎ、自由民主党は企業献金も受け取っているので、欲に駆られた "にわか金持ち"（成金）の影響を受けすぎていた。

## 天候・天災 等
日本の天候、自然災害、および自然環境の変化など
- 1年を通して気温が高く、特に北日本では戦後で最も気温の高い年となった。
- 冬（前年12月 - 2月）は記録的暖冬。1月後半には強い寒波が南下して大雪・低温となったが、2月以降は平年を2 - 3℃上回る記録的暖冬となり、特に九州地方、北陸地方、東海地方では平年を3℃以上も上回る暖冬となった。
- 11月17日 - 雲仙普賢岳が198年ぶりに噴火、島原大変肥後迷惑参照。
- 盛夏期記録的な猛暑。空梅雨傾向であったため、各地で水不足深刻化。秋以降も太平洋高気圧の勢力が強く、残暑が続いた。9月以降は台風の上陸が相次ぎ、台風19号、台風20号、台風21号が同じようなコースで立て続けに上陸した。そして、12月間近の11月30日に台風28号が最も遅い上陸記録を出した。この年の日本への台風上陸数は6つで当時の最多記録となった。→ 1990年の台風

時系列
- 8月10日 - 台風11号が静岡県に上陸。
- 8月22日 - 台風14号が広島県広島市に上陸。
- 9月19日 - 台風19号が和歌山県に上陸。
- 9月30日 - 台風20号が和歌山県白浜に上陸。
- 10月8日 - 台風21号が和歌山県田辺市に上陸。
- 11月30日 - 台風28号が和歌山県白浜に観測史上最も遅い上陸。
- 12月11日 - 千葉県茂原市でF3スケールの竜巻が発生し、甚大な被害をもたらした（茂原市竜巻災害）。

## 建築

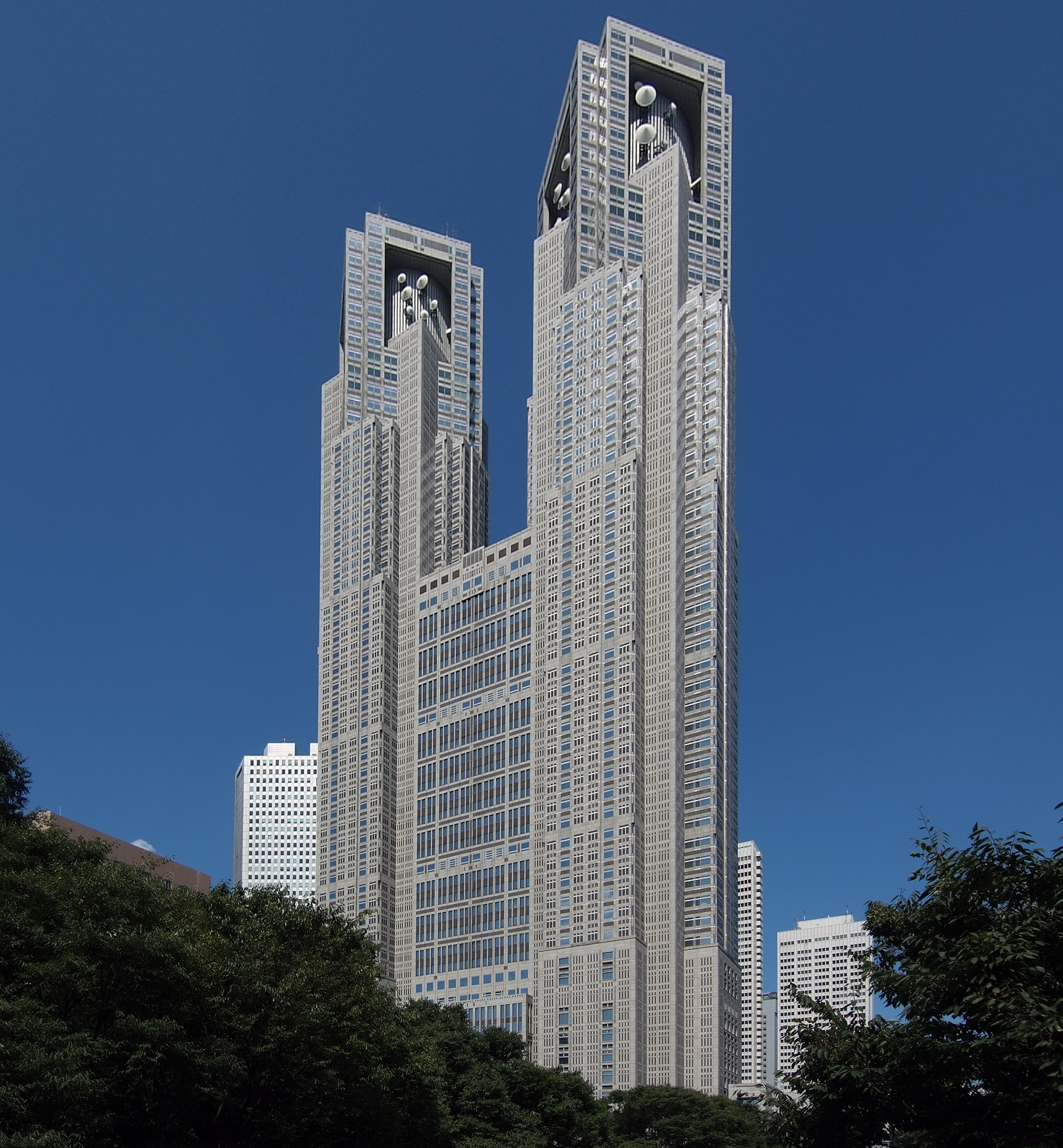
東京都庁舎

竣工
- 12月 - 東京都庁舎

解体

## 芸術、文化、サブカルチャー、スポーツ
ハイカルチャーから、サブカルチャー、流行、スポーツなど幅広く

### 文学
- 芥川賞
  - 第103回（1990年上半期） - 辻原登 『村の名前』
  - 第104回（1990年下半期） - 小川洋子 『妊娠カレンダー』
- 直木賞
  - 第103回（1990年上半期） - 泡坂妻夫 『蔭桔梗』
  - 第104回（1990年下半期） - 古川薫 『漂泊者のアリア』
- ベストセラー
  - 二谷友里恵 『愛される理由』
  - 筒井康隆『文学部唯野教授』
  - 柴門ふみ『恋愛論』

### 演劇
- Category:1990年の舞台作品

### 映画

#### 邦画
- 夢
- 東京上空いらっしゃいませ
- 天と地と
- 少年時代
- 稲村ジェーン
- つぐみ
- 櫻の園
- 病院へ行こう

#### 洋画
日本公開映画（本国公開は前年以前）
- 7月4日に生まれて
- 霧の中の風景
- サラーム・ボンベイ!
- フィールド・オブ・ドリームス
- いまを生きる
- 悲情城市
- ドライビング Miss デイジー
- ドゥ・ザ・ライト・シング
- レニングラード・カウボーイズ・ゴー・アメリカ

本国公開・日本公開ともに当年
- バック・トゥ・ザ・フューチャー PART3
- ダイ・ハード2
- ゴースト/ニューヨークの幻
- プリティ・ウーマン
- ロッキー5/最後のドラマ

### 漫画
- 2月19日 - 講談社の週刊ヤングマガジンで、SFヤクザ漫画『代紋TAKE2』連載開始
- 7月 - 『シュート!』『週刊少年マガジン』36号より連載開始
- 8月 - 『クレヨンしんちゃん』『週刊Weekly漫画アクション』（双葉社）より連載開始
- 9月-『スラムダンク』『週刊少年ジャンプ』42号より連載開始
- 10月15日- 『スーパーマリオくん』1990年11月号から小学館の『月刊コロコロコミック』と『別冊コロコロコミック』、一部の学年誌で連載開始
- 11月 - 『幽☆遊☆白書』『週刊少年ジャンプ』51号より連載開始

### アニメ
アニメーション映画
- 3月10日 - 『ドラえもん のび太とアニマル惑星』（監督：芝山努）
- 12月15日 - 『ちびまる子ちゃん』（監督：芝山努・須田裕美子）

テレビアニメ
- 1月6日 - 『平成天才バカボン』放映開始
- 1月7日 - 『ちびまる子ちゃん』放映開始（現在も放映中）
- 1月9日 - 『つる姫じゃ〜っ!』放映開始
- 1月14日 - 『私のあしながおじさん』放映開始
- 2月1日 - 『キャッ党忍伝てやんでえ』放映開始
- 2月3日 - 『勇者エクスカイザー』放映開始 - 勇者シリーズ第1作
- 3月9日 - 『魔神英雄伝ワタル2』放映開始（1988年に放映された1作目の続編。同年10月5日の放送分からは『超激闘（ファイト）編』として放映）
- 4月2日 - 『アイドル天使ようこそようこ』放送開始
- 4月2日 -『英語であそぼ（たんけんゴブリン島）』放映開始
- 4月3日 - 『銀河英雄伝説』放映開始
- 4月6日 - 『NG騎士ラムネ&40』放映開始
- 4月12日 - 『楽しいムーミン一家』放映開始
- 4月13日 - 『ふしぎの海のナディア』放映開始
- 4月21日 - 『もーれつア太郎』放映開始
- 4月23日 - 『ガタピシ』放映開始
- 5月2日 - 『魔法のエンジェルスイートミント』放映開始
- 7月2日 -『魔法少女レインボーブライト』放映開始
- 7月29日 - 『ロビンフッドの大冒険』放送開始
- 7月29日 -『カラス天狗カブト』放映開始
- 9月2日 - 『まじかる☆タルるートくん』放映開始
- 9月8日 - 『トムとジェリーキッズ』放映開始
- 10月3日 - 『からくり剣豪伝ムサシロード』放映開始
- 10月6日 - 『RPG伝説ヘポイ』放映開始
- 10月8日 - 『PEACH COMMAND 新桃太郎伝説』放映開始
- 10月9日 -『八百八町表裏 化粧師 』放送開始
- 10月12日 - 『三丁目の夕日』放映開始
- 10月18日 - 『三つ目がとおる』放映開始
- 10月19日 - 『江戸っ子ボーイ がってん太助』放映開始
- 11月5日 - 『ピグマリオ』放映開始
- 11月27日 - 『滝田ゆう落語劇場』放映開始

OVA

### 音楽
ヒット曲ランキング（オリコンチャート）
- B.B.クィーンズ「おどるポンポコリン」
- 米米CLUB「浪漫飛行」
- たま「さよなら人類/らんちう」
- リンドバーグ「今すぐKiss Me」「JUMP」「Dream On 抱きしめて」
- THE BLUE HEARTS「情熱の薔薇」
- サザンオールスターズ「真夏の果実」「希望の轍」
- ユニコーン「働く男」
- プリンセス・プリンセス「OH YEAH!」
- COMPLEX「1990」
- TUBE「あー夏休み」
- 小泉今日子「見逃してくれよ!」「La La La…」「丘を越えて」
- 徳永英明「壊れかけのRadio」「夢を信じて」
- 沢田知可子「会いたい」
- 辛島美登里「サイレント・イヴ」
- 山下達郎「Endless Game」
- 小室哲哉「天と地と」
- 渡辺美里「サマータイム ブルース」「恋するパンクス」「Power-明日の子供-」
- B'z「BE THERE」「太陽のKomachi Angel」「Easy Come, Easy Go!」
- 氷室京介「JEALOUSYを眠らせて」
- JITTERIN'JINN「にちようび」「プレゼント」「夏祭り」
- フリッパーズ・ギター「恋とマシンガン」
- 坂本冬美「能登はいらんかいね」
- 稲垣潤一「メリークリスマスが言えない」
- 竹内まりや「告白」
- ケー・ウンスク「真夜中のシャワー」
- 永井真理子「ZUTTO」
- 大江千里「APOLLO」「たわわの果実」
- やまだかつてないWink「“T”intersection〜あなたに戻れない〜」
- ドリームズ・カム・トゥルー「笑顔の行方」「Ring! Ring! Ring!」「さよならを待ってる」
- オヨネーズ「麦畑」
- PINK SAPPHIRE「P.S.I LOVE YOU」
- 牛若丸三郎太「勇気のしるし」
- 中山美穂「Midnight Taxi」「セミスウィートの魔法」「女神たちの冒険」「愛してるっていわない!」
- 宮沢りえ「NO TITLIST」
- 伍代夏子「忍ぶ雨」
- 晴山さおり「一円玉の旅がらす」
- 森高千里「道/青春」「雨」
- 堀内孝雄「恋唄綴り」
- 光GENJI「荒野のメガロポリス」「Little Birthday」「CO CO RO」
- 男闘呼組「DON'T SLEEP」
- Wink「Sexy Music」「夜にはぐれて」
- CoCo「はんぶん不思議」
- TM NETWORK「THE POINT OF LOVERS' NIGHT」「TIME TO COUNT DOWN」
- 吉田栄作「心の旅」
- BUCK-TICK「悪の華」
- 高野寛「虹の都へ」「ベステン ダンク」
- 久保田利伸「GIVE YOU MY LOVE」
- BEGIN「恋しくて」
- 石井明美「ランバダ」
- X「ENDLESS RAIN」「WEEK END」
- GO-BANG'S「あいにきてI Need You!」
- 工藤静香「くちびるから媚薬」「千流の雫」「私について」
- チェッカーズ「夜明けのブレス」「運命」
- 井上陽水「少年時代」
- 長渕剛「JEEP」
- 中森明菜「Dear Friend」「水に挿した花」
- 矢沢永吉「PURE GOLD」
- THE BOOM「釣りに行こう」「逆立ちすれば答えがわかる」
- 松任谷由実「天国のドア」
- バブルガム・ブラザーズ「WON'T BE LONG」
- KAN「愛は勝つ」
- The ピーズ「いいコになんかなるなよ」
- FLYING KIDS「幸せであるように」
- 岡村靖幸「カルアミルク」

### テレビ
- NHK大河ドラマ『翔ぶが如く』
- NHK朝の連続テレビ小説
  - 『凛凛と』
  - 『京、ふたり』
- 『刑事貴族』（日本テレビ）
- 『明石家サンタの史上最大のクリスマスプレゼントショー』（フジテレビ、現在も放送中）
- 『痛快!明石家電視台』（毎日放送）
- 『マジカル頭脳パワー!!』（日本テレビ）
- 『EXテレビ』（日本テレビ・読売テレビ）
- 橋田壽賀子ドラマ 『渡る世間は鬼ばかり』 (TBS)
- クリスマス・イブ (TBS)
- 平成名物TV いかす!!バンド天国 (TBS)
- 『世にも奇妙な物語』（フジテレビ）
- 『ウッチャンナンチャンのやるならやらねば!』（フジテレビ）
- 4月1日 - テレビ金沢（日本テレビ系）、長崎文化放送（テレビ朝日系）開局。
- 10月1日 - テレビユー富山（TBS系。現在のチューリップテレビ）開局。

#### 特撮
- 1月 - 12月『美少女仮面ポワトリン』（フジテレビ系）
- 2月 - 1991年1月『特警ウインスペクター』（テレビ朝日系） - レスキューポリスシリーズ第1作
- 3月 - 1991年2月『地球戦隊ファイブマン』（テレビ朝日系）

#### コマーシャル
| キャッチフレーズなど                           | 商品名など                 | メーカーなど                   | 出演者                             | 音楽                                             |
| ---------------------------------------------- | -------------------------- | ------------------------------ | ---------------------------------- | ------------------------------------------------ |
| ♪職業選択の自由 アハハハーン                   | サリダ                     | 学生援護会                     | 高橋幸宏・仙道敦子                 | 吉江一男・一倉宏・鮎川誠                         |
| うれしい                                       | キリン一番搾り生ビール     | キリンビール                   | 緒形拳                             | マーヴィン・ハムリッシュ                         |
| もうひとガンバリ!                              | グロンサンEX               | 中外製薬                       | 田中実                             | -                                                |
| もっと端っこ歩きなさいよォ                     | 金鳥ゴン                   | 大日本除虫菊                   | ちあきなおみ・美川憲一             | はやし・こば                                     |
| ぼくはおとなの味を知ってしまった               | おとなのふりかけ           | 永谷園                         | 中村橋之助・五十嵐いづみ・相川貴彦 | -                                                |
| ♪ポリンキー ポリンキー 三角形の秘密はね        | ポリンキー                 | 湖池屋                         | スリーポンキーズ（立体アニメ）     | オリジナル                                       |
| 野茂は、やります。                             | 献血推進                   | 公共広告機構（現：ACジャパン） | 野茂英雄（当時近鉄投手）           | -                                                |
| ジングルベルを鳴らすのは、帰ってくるあなたです | クリスマスエクスプレス     | JR東海                         | 牧瀬里穂                           | 山下達郎・大井秀紀                               |
| ごっきげん!                                    | ハイシーL                  | 武田薬品工業                   | 牧瀬里穂                           | 牧瀬里穂（歌）                                   |
| ちちんブイブイ、ダイジョーブイ                 | アリナミンVドリンク        | 武田薬品工業                   | アーノルド・シュワルツェネッガー   |                                                  |
| 早く溶けるということは…                        | ベンザエースカプレット     | 武田薬品工業                   | 田原俊彦                           | -                                                |
| CALL ME                                        | 0041国際ダイヤル           | 日本国際通信                   | 酒井保・岡和夫・塩田正美           | 永六輔（作詞）・中村八大（作曲）・遠藤賢司（歌） |
| ♪クネッチョ ヒネッチョ                         | ブレンビー（ビデオカメラ） | 松下電器                       | 鈴木保奈美・ラッキィ池田・中島啓江 | オリジナル                                       |
| たった二羽からの伝言                           |                            | 公共広告機構（現：ACジャパン） | 山田五十鈴（ナレーション）         | -                                                |

### ゲーム

#### ボードゲーム
将棋
- 1989年度の将棋界（1-3月）、1990年度の将棋界（4月-12月）

#### コンピューターゲーム
アーケードゲーム
- テトリス - 「ゲームマシン」誌 90年年間ベストヒットゲームズ25 テーブル型ＴＶゲーム機 第一位[20]
- スーパーフォーミュラ - 「ゲームマシン」誌 90年年間ベストヒットゲームズ25 テーブル型ＴＶゲーム機 第六位（新製品）[20]
- スーパーバレーボール - 「ゲームマシン」誌 90年年間ベストヒットゲームズ25 テーブル型ＴＶゲーム機 第十一位（新製品）[20]
- 麻雀大予言 - 「ゲームマシン」誌 90年年間ベストヒットゲームズ25 麻雀ＴＶゲーム 第一位[20]
- スーパーモナコGP（デラックス） - 「ゲームマシン」誌 90年年間ベストヒットゲームズ25 アップライト／コックピット型ＴＶゲーム機 第一位[20]
- アースシェイカー（英語版）  - 「ゲームマシン」誌 90年年間ベストヒットゲームズ25 フリッパー分野 第一位[20]

- 4月26日 - SNKがアーケードゲーム基板（または筐体）「業務用ネオジオ」（後の家庭用ネオジオとの区別のため、「MVS」という別称がある）を発売。以後、2004年までソフトを供給し、アーケード筐体（基板）としては異例の長期間現役となった。
- 6月30日 - セガのアーケードゲーム『コラムス』のメガドライブ移植版が発売（10月にはゲームギア版も発売）。

テレビゲーム
- 12月 - 東京都庁舎

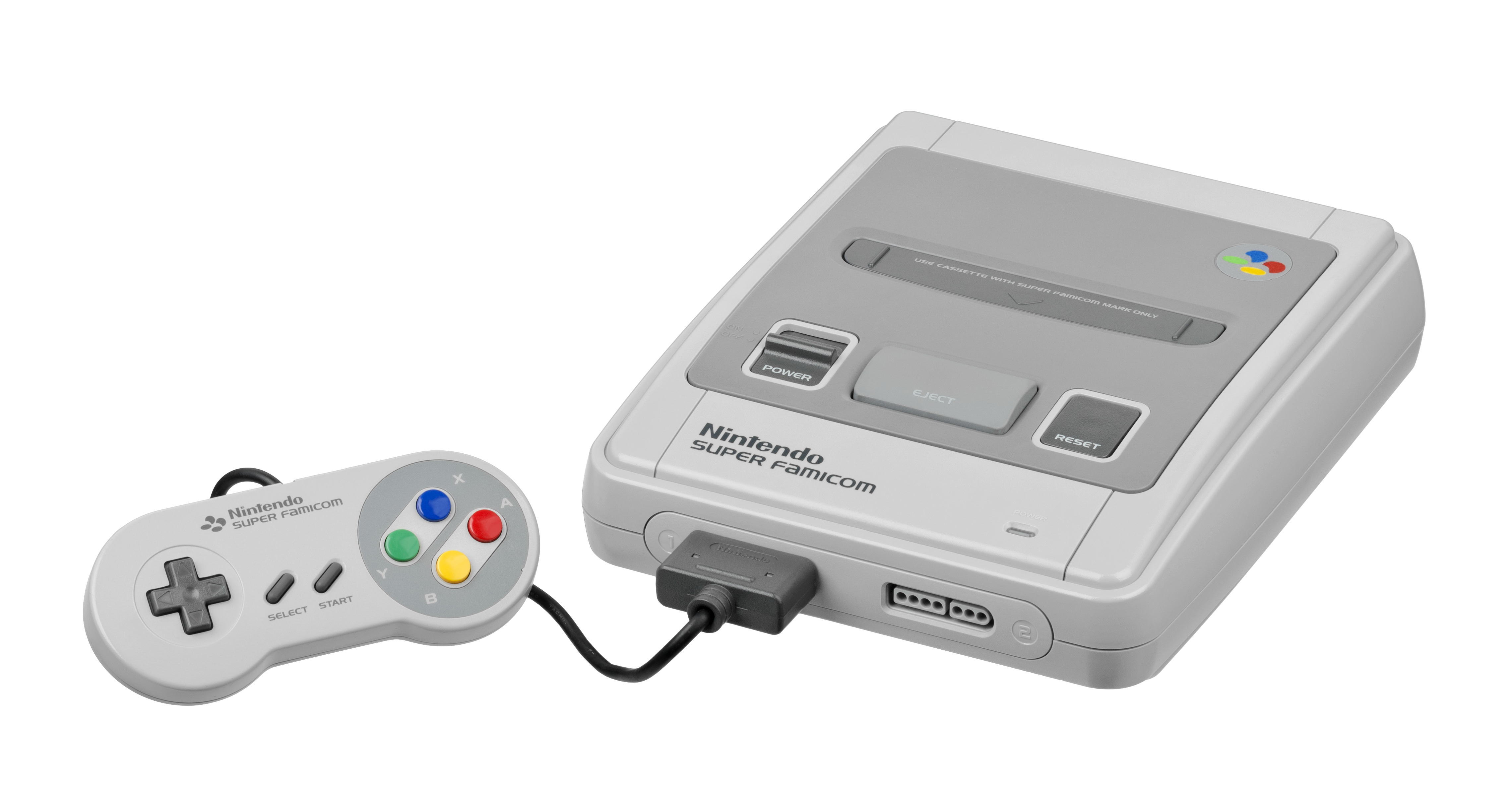
スーパーファミコン

- 2月11日 - エニックスがファミコン用ソフト『ドラゴンクエストIV 導かれし者たち』を発売。
- 3月16日 - メサイヤがメガドライブ用ソフト『重装機兵レイノス』を発売。
- 3月23日 - セガのアーケードゲーム『アフターバーナーII』のメガドライブ移植版が発売。
- 4月21日 - セガがメガドライブ用ソフト『時の継承者 ファンタシースターIII』を発売。
- 4月27日 - スクウェアがファミコン用ソフト『ファイナルファンタジーIII』を発売。
- 4月27日 - コナミがMSX2用ソフト『SDスナッチャー』を発売。
- 7月20日 - コナミがMSX2用ソフト『メタルギア2 ソリッドスネーク』を発売。
- 8月9日 - セガのアーケードゲーム『スーパーモナコGP』のメガドライブ移植版が発売（10月にはゲームギア版も発売）。
- 8月25日 - セガがメガドライブ用ソフト『マイケル・ジャクソンズ・ムーンウォーカー』を発売。
- 9月28日 - カプコンがロックマンシリーズ第3作目となるファミコン用ソフト『ロックマン3 Dr.ワイリーの最期!?』を発売。
- 11月21日 - 任天堂が家庭用ゲーム機「スーパーファミコン」を発売。同時発売ソフト『スーパーマリオワールド』がヒット。
- 12月1日 - 日本電気ホームエレクトロニクスが携帯型ゲーム機「PCエンジンGT」を発売。
- 12月7日 - ハドソンがPCエンジン用ソフト『ボンバーマン』を発売。
- 12月22日 - セガがメガドライブ用ソフト『ワンダーボーイIII モンスターレア』を発売。

携帯型ゲーム
- 7月27日 - 任天堂がファミコン・ゲームボーイ用ソフト『ドクターマリオ』を発売。
- 8月31日 - ハドソンがゲームボーイ用ソフト『ボンバーボーイ』を発売。
- 10月6日 - セガが携帯型ゲーム機「ゲームギア」を発売。

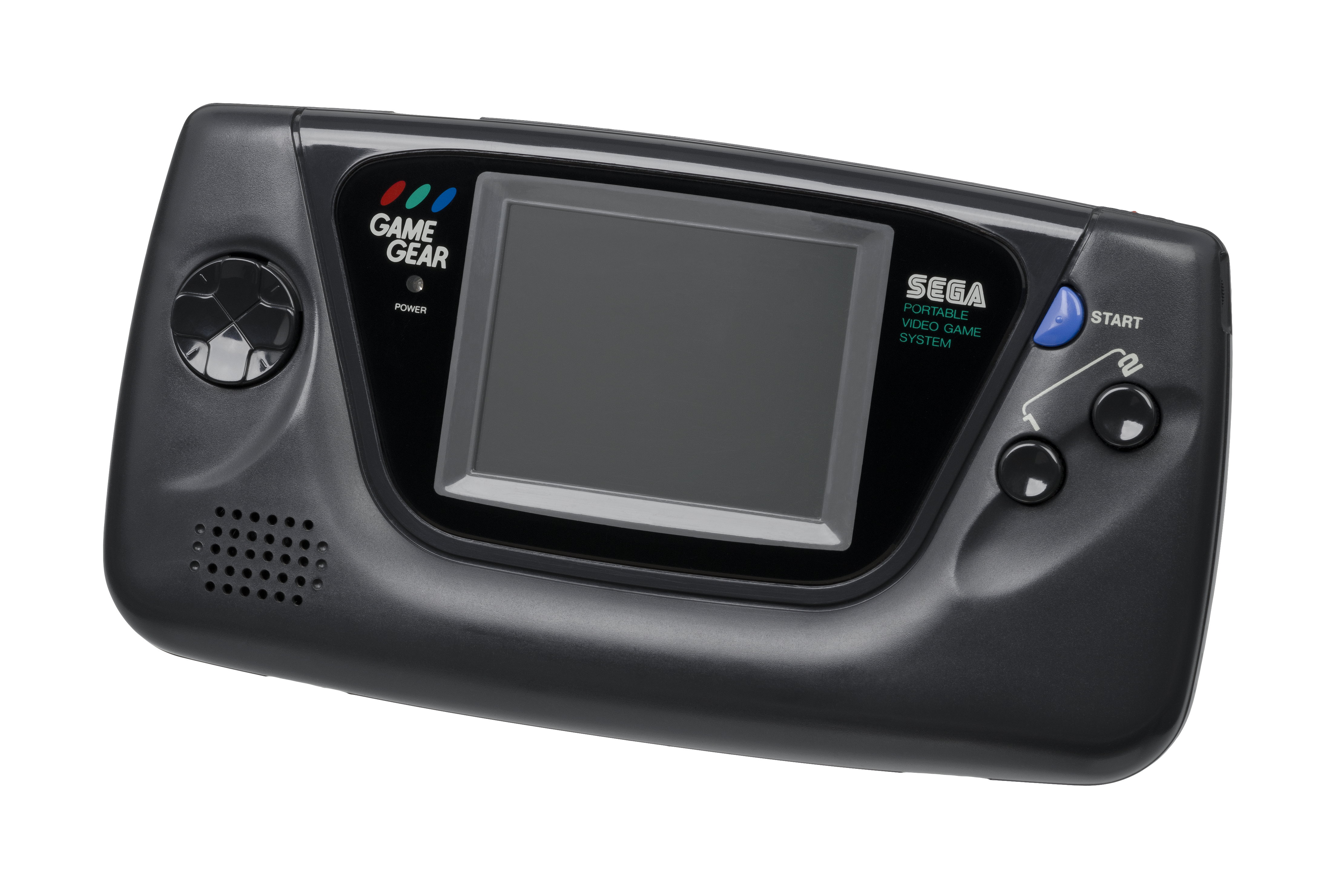
ゲームギア

### 流行

#### 流行の商品
- ティラミスブーム
- スーパーファミコン（任天堂）やキリン一番搾り生ビール（麒麟麦酒）が発売されヒット、ロングセラーを記録する。
- ソニー製のパスポートサイズのハンディカム

#### 流行の服装
- チノパンやPコート、ダウンジャケット
- キュロットスカート
- キレカジ（きれいめカジュアル）
- 女子高生スタイル

#### 1990年の流行語
新語・流行語大賞の新語部門は「ファジィ」（松下電器産業）、流行語部門は「ちびまる子ちゃん (現象)」が金賞を受賞した。
- 流行語
  - 新語・流行語大賞
    - 新語部門 - 金賞:「ファジィ」（松下電器産業）、銀賞:「ブッシュホン」（日本経済新聞政治部・岡崎守恭）、銅賞:「オヤジギャル」（漫画家・中尊寺ゆつこ）、表現賞:「アッシーくん」
    - 流行語部門 - 金賞:『ちびまる子ちゃん』、銀賞:「バブル経済」、銅賞:「一番搾り」（麒麟麦酒）、銅賞:「パスポートサイズ」（ソニー製の、パスポートとほぼ同じサイズのハンディカム CCD-TR55のCMコピー[注釈 3]）、大衆賞:『愛される理由』（二谷友里恵エッセイ）
    - 特別賞部門 - 人語一体・語録賞:「昭和生まれの明治男」（元ロッテ・オリオンズ投手・村田兆治夫婦）、年間多発語句賞:「気象観測史上（はじめての…）」、特別賞:「スペシャルゲスト」（フセイン大統領の発言に端を発する流行語）

### スポーツ

#### 総合競技大会
- 第45回国民体育大会（とびうめ国体）

#### 野球
日本プロ野球（NPB, Nippon Professional Baseball)
- セントラル・リーグ優勝 読売ジャイアンツ
- パシフィック・リーグ優勝 西武ライオンズ
- 日本シリーズ優勝 西武ライオンズ（4勝0敗）

高校野球
- 第62回選抜高等学校野球大会優勝 近大付高校（大阪府）
- 第72回全国高等学校野球選手権大会優勝 天理高校（奈良県）

#### サッカー
- 1990年のサッカー日本代表
- Category:1990年の日本のサッカーも参照

#### 相撲
大相撲（幕内最高優勝）
- 初場所 千代の富士貢
- 春場所 北勝海信芳
- 夏場所 旭富士正也
- 名古屋 旭富士正也
- 秋場所 北勝海信芳
- 九州場所 千代の富士貢

#### プロレス
- プロレス大賞MVP 大仁田厚（FMW）
- 世界最強タッグ決定リーグ戦優勝 テリー・ゴディ＆スティーブ・ウィリアムス組「殺人魚雷コンビ」

#### モータースポーツ
- 全日本F3000選手権 星野一義
- 全日本スポーツプロトタイプカー耐久選手権 長谷見昌弘
- 全日本ツーリングカー選手権 星野一義
- 全日本ロードレース選手権
  - 500cc 伊藤真一
  - 250cc 岡田忠之

## 誕生
誕生した事に特筆性のある人物等（世襲制の跡継ぎ、絶滅寸前の生物の誕生、等）を記載しています。それ以外については、Category:1990年生を参照してください。

### 1月
- 1月1日 - 東惇、アナウンサー
- 1月1日 - 土田瑞起、プロ野球選手
- 1月1日 - 滑川剛人、ラグビー選手
- 1月1日 - 米谷優、スキースロープスタイル、スキーハーフパイプの選手
- 1月2日 - 鈴木あや、ファッションモデル
- 1月2日 - 野沢春日、アナウンサー
- 1月3日 - 古川洋介、俳優
- 1月3日 - 柿谷曜一朗、サッカー選手
- 1月3日 - 深谷知広、競輪選手
- 1月4日 - 山踊美輝、タレント
- 1月5日 - 高原愛、ファッションモデル
- 1月6日 - 大柿一真、騎手
- 1月6日 - 内田嶺衣奈、フジテレビアナウンサー
- 1月8日 - 伊藤謙司郎、スキージャンプ選手
- 1月8日 - 琴香、プロレスラー
- 1月8日 - 八反田康平、サッカー選手
- 1月9日 - 伊藤未希、女優
- 1月9日 - 廣永遼太郎、サッカー選手
- 1月9日 - 鈴木沙織、スキーハーフパイプ選手
- 1月9日 - 早田功駿、騎手
- 1月9日 - 森本晋太郎、お笑い芸人（トンツカタン）
- 1月10日 - 辻詩音、シンガーソングライター
- 1月10日 - 市村龍、タレント
- 1月10日 - 石浦将勝、大相撲力士
- 1月10日 - 林みなほ、アナウンサー、実業家
- 1月10日 - 小倉奈々、AV女優
- 1月11日 - 窪田翔太、俳優
- 1月11日 - 三村敏玄、ボート競技選手
- 1月11日 - 座安琴希、バレーボール選手
- 1月11日 - ロペス貴子、レースクイーン
- 1月13日 - 八木健史、プロ野球選手
- 1月14日 - 寺田明日香、陸上競技選手
- 1月14日 - 喜井つかさ、競艇選手
- 1月15日 - 三浦葵、ファッションモデル
- 1月15日 - 石津大介、サッカー選手
- 1月16日 - 赤松悠実、タレント
- 1月16日 - 平野優、騎手
- 1月16日 - 豊島明好、元プロ野球選手
- 1月16日 - 辻茜、ミュージカル俳優
- 1月17日 - 高橋あゆみ、女優
- 1月17日 - 松村香織、元SKE48
- 1月18日 - 中山由香、モデル
- 1月19日 - のーでぃ、タレント
- 1月19日 - makimu、ファションモデル
- 1月19日 - 萩澤正太、ラグビー選手
- 1月20日 - 田谷隼、俳優
- 1月20日 - 杉野真実、日本テレビアナウンサー
- 1月20日 - 山口美咲、競泳選手
- 1月20日 - 永田敬介、お笑い芸人
- 1月20日 - 水中雅章、声優
- 1月21日 - 川端かなこ、ファッションモデル
- 1月22日 - 小松加奈、ミュージカル俳優
- 1月22日 - 河合由貴、バレーボール選手
- 1月22日 - 西村光生、ボート競技選手
- 1月22日 - 百花繚乱、ネットタレント
- 1月23日 - 島本雄二、空手家
- 1月23日 - 竹田歩佳、スキージャンプ選手
- 1月23日 - 林勇介、サッカー選手
- 1月24日 - 入江陵介、水泳選手
- 1月24日 - 阿部真央、歌手
- 1月24日 - 金子絢香、プロゴルファー
- 1月25日 - かれん、女優
- 1月25日 - 益山司、サッカー選手
- 1月26日 - 川畑寿真、俳優
- 1月27日 - 北井佑季、サッカー選手
- 1月28日 - 青葉市子、音楽家
- 1月28日 - 米田良、俳優
- 1月29日 - 鈴木大輔、サッカー選手
- 1月29日 - のーでぃ、モデル、タレント
- 1月29日 - 宮迫たまみ、女子サッカー選手
- 1月30日 - 藤岡涼音、女優
- 1月30日 - 乾達朗、サッカー選手
- 1月31日 - 薮宏太、Hey! Say! JUMP
- 1月31日 - 川上智弘、柔道選手

### 2月
- 2月1日 - 平間壮一、俳優
- 2月2日 - 島内宏明、プロ野球選手
- 2月2日 - 湯本美咲、タレント、女優
- 2月3日 - 小原莉子、声優、ギタリスト（The Sketchbook）
- 2月3日 - 鈴木美咲、声優
- 2月3日 - 浦尾岳大、俳優、声優
- 2月3日 - 本間成美、プロボウラー
- 2月4日 - 吉村卓也、俳優
- 2月4日 - 俵有希子、タレント
- 2月4日 - 戸松遥[21]、声優
- 2月5日 - 金井貢史、サッカー選手
- 2月5日 - 荒牧慶彦、俳優
- 2月5日 - 松原朋美、アナウンサー
- 2月6日 - 長谷川愛、モデル
- 2月6日 - 長谷部彩翔、サッカー選手
- 2月8日 - 林翔太、俳優
- 2月9日 - アントニー、お笑い芸人（マテンロウ）
- 2月10日 - 福田雄也、俳優（+ 2022年）
- 2月10日 - 野崎萌香、ファッションモデル
- 2月10日 - 如月大、演歌歌手
- 2月10日 - 佐藤将也、サッカー選手
- 2月10日 - 吉田智志、サッカー選手
- 2月12日 - 小林美穂、ファッションモデル
- 2月13日 - 加藤諒、俳優
- 2月14日 - 佐藤永典、俳優
- 2月14日 - 淡路幸誠、お笑い芸人（きつね）
- 2月14日 - 大嶋匠、プロ野球選手
- 2月15日 - 井上琴絵、バレーボール選手
- 2月15日 - 海老沼匡、柔道選手
- 2月15日 - 大トニー、お笑い芸人（マテンロウ）
- 2月15日 - 住岡梨奈、シンガーソングライター
- 2月15日 - 小岩井ことり、声優
- 2月16日 - 照井健仁、俳優
- 2月16日 - 入来茉里、タレント
- 2月16日 - 椿直、俳優
- 2月16日 - 秋元美由、AV女優
- 2月17日 - 三井麻琴、グラビアアイドル
- 2月17日 - 吉田豊、サッカー選手
- 2月17日 - 塚本明里、モデル、ローカルタレント
- 2月18日 - 茨木菜緒、グラビアアイドル
- 2月18日 - 広岡ライアン勇輝、サッカー選手
- 2月19日 - 水本勝成、サッカー選手
- 2月19日 - 稲垣早織、新体操選手
- 2月20日 - 秋場まなと、俳優
- 2月20日 - 関舞、バレーボール選手
- 2月20日 - 須藤優、騎手
- 2月20日 - 三戸なつめ、モデル、歌手
- 2月22日 - 中田祥多、プロ野球選手
- 2月22日 - 水沼宏太、サッカー選手
- 2月22日 - 岸本セシル、モデル
- 2月23日 - 藤井翼、元プロ野球選手
- 2月23日 - 美濃部ゆう、体操選手
- 2月24日 - 久保田あさみ、グラビアアイドル
- 2月26日 - 伊藤工真、騎手
- 2月26日 - 大江原圭、騎手
- 2月26日 - 兼田亜季重、サッカー選手
- 2月26日 - 貴ノ岩義司、大相撲力士
- 2月28日 - 木村好珠、タレント
- 2月28日 - 宮脇詩音、歌手
- 2月28日 - 髙安晃、大相撲力士
- 2月28日 - 高橋伶奈、ミュージカル俳優

### 3月
- 3月1日 - 宮澤智、フジテレビアナウンサー
- 3月1日 - 西條るり、AV女優
- 3月1日 - 松山弘平、騎手
- 3月1日 - 小松ほなみ、グラビアアイドル
- 3月1日 - 星沢なな、AV女優
- 3月1日 - 今岡諒平、プロ野球審判員
- 3月2日 - 浅野祥、津軽三味線奏者
- 3月2日 - 早川諒、俳優
- 3月2日 - Alice、シンガーソングライター
- 3月3日 - 牧野くるみ、AV女優
- 3月4日 - 蓮沼藍、女優
- 3月4日 - 佐藤詩織、バスケットボール選手
- 3月7日 - 佐藤美弥、バレーボール選手
- 3月7日 - 夏咲まりみ、AV女優
- 3月7日 - 奥井諒、サッカー選手
- 3月8日 - 増田俊樹、俳優
- 3月8日 - 野崎純平、俳優
- 3月8日 - 松本弥生、競泳選手
- 3月9日 - 原嶋あかり、声優
- 3月9日 - 町田樹、フィギュアスケート選手
- 3月9日 - 巴山萌菜、歌手
- 3月9日 - 大戸裕矢、ラグビー選手
- 3月9日 - 植松宗之、ラグビー選手
- 3月10日 - ビワハヤヒデ、競走馬
- 3月10日 - 慶天海孔晴、大相撲力士
- 3月10日 - まらしぃ、ピアニスト
- 3月11日 - 森田あゆみ、テニスプレイヤー
- 3月11日 - 菊池涼介、プロ野球選手
- 3月11日 - 西口杏里沙、声優
- 3月11日 - 山本詠美子、ミュージカル俳優、歌手、司会者
- 3月12日 - 阿井原すみれ、グラビアアイドル
- 3月12日 - 小野寺祐太、騎手
- 3月14日 - 黒木華、女優
- 3月15日 - 白河優菜、タレント
- 3月15日 - 石川理咲子、ファッションモデル
- 3月16日 - 森川つくし、演歌歌手
- 3月17日 - 玉森裕太、Kis-My-Ft2
- 3月17日 - 池田健、元プロ野球選手
- 3月19日 - ERICA、モデル
- 3月20日 - 今井仁美、f-windy
- 3月20日 - 平川舞弥、グラビアアイドル
- 3月20日 - 鎧坂哲哉、陸上競技選手
- 3月21日 - HiROMi、モデル
- 3月23日 - 芦野李沙、バレーボール選手
- 3月23日 - ダイヤモンド酒井理絵、キックボクサー
- 3月24日 - 青木瑠璃子、声優
- 3月24日 - 大津祐樹、サッカー選手
- 3月25日 - 鈴木梨乃、女優
- 3月25日 - 桐島里菜、女優
- 3月25日 - 山本浩史、柔道選手
- 3月26日 - 髙木雄也、Hey! Say! JUMP
- 3月26日 - 柳楽優弥[22]、俳優
- 3月26日 - 松本嘉菜、女優
- 3月27日 - 嶋村瞳、タレント、グラビアアイドル
- 3月29日 - 海神みなみ、女優
- 3月29日 - 青柳塁斗、俳優
- 3月29日 - 佐野光来、タレント
- 3月29日 - 中里崇宏、サッカー選手
- 3月30日 - ローラ、ファッションモデル
- 3月30日 - 涼本めぐみ、グラビアアイドル
- 3月30日 - 伏見心、モデル
- 3月30日 - 島袋翔伍、野球選手
- 3月30日 - 河野広貴、サッカー選手
- 3月30日 - 藤城嘘、芸術家
- 3月31日 - ぐんぴぃ、お笑い芸人（春とヒコーキ）、YouTuber
- 3月31日 - 山崎将平、俳優
- 3月31日 - 高橋春美、ラジオDJ

### 4月
- 4月1日 - 伊藤恭子、バスケットボール選手
- 4月2日 - 石田法嗣、俳優
- 4月2日 - 君山舞夕奈、バスケットボール選手
- 4月2日 - 山田哲也、総合格闘家
- 4月3日 - 高梨麻衣、タレント
- 4月3日 - 大崎佑圭、バスケットボール選手
- 4月3日 - 町井祥真、俳優
- 4月4日 - 三原勇希、ファッションモデル
- 4月4日 - 速水秀之、声優
- 4月4日 - 齋藤学、サッカー選手
- 4月5日 - 三浦春馬、俳優 （+ 2020年）
- 4月5日 - 渡邊将史、俳優
- 4月5日 - 堤雅貴、野球選手
- 4月5日 - 森下純平、柔道選手
- 4月5日 - 坂寄晴一、プロ野球選手
- 4月5日 - 酒井大、バレエダンサー
- 4月6日 - 田邉草民、サッカー選手
- 4月6日 - 佐野有美、詩人、随筆家
- 4月7日 - 越智亮介、サッカー選手
- 4月8日 - 竹内太郎、俳優
- 4月8日 - 吉田真史、プロ野球選手
- 4月9日 - 日向泉、グラビアアイドル
- 4月9日 - 久場光、サッカー選手
- 4月9日 - 高良亮子、女子サッカー選手
- 4月10日 - 小林由未子、アナウンサー
- 4月11日 - 最上莉奈、声優
- 4月11日 - 江澤璃菜、女優
- 4月11日 - 戸柱恭孝、プロ野球選手
- 4月11日 - 大塚翔平、サッカー選手
- 4月11日 - 桜木梨奈、女優
- 4月12日 - 荒井賢太、俳優
- 4月12日 - 後藤晴菜、アナウンサー
- 4月12日 - 酒井宏樹、サッカー選手
- 4月12日 - 須田泰大、俳優
- 4月14日 - 田村翔子、バレーボール選手
- 4月14日 - 熊崎愛、野球選手
- 4月15日 - 山林芳則、プロ野球選手
- 4月15日 - 有村千佳、AV女優
- 4月15日 - 秋野結、グラビアアイドル
- 4月15日 - 川島亜依美、バレーボール選手
- 4月16日 - 本間理紗、女優
- 4月16日 - 原大樹、マジシャン
- 4月17日 - 石部雅紀、俳優
- 4月17日 - 石井美絵子、ファッションモデル
- 4月18日 - 伊藤直人、俳優
- 4月18日 - 峯村沙紀、バレーボール選手
- 4月18日 - 高田茜、バレエダンサー
- 4月19日 - 貴月芳将匡、大相撲力士
- 4月19日 - 貴斗志将吏、大相撲力士
- 4月19日 - 高橋礼華、バドミントン選手
- 4月20日 - 小田ひとみ、グラビアアイドル
- 4月20日 - 村上まりな、レースクイーン
- 4月21日 - 藤子まい、グラビアアイドル
- 4月21日 - 中島芽生、アナウンサー
- 4月21日 - 太田裕二、俳優、タレント、気象予報士
- 4月21日 - 鄭成哲、韓国プロ野球選手
- 4月21日 - 富所悠、サッカー選手
- 4月22日 - 藍原みほ、女優
- 4月23日 - 原裕太郎、サッカー選手
- 4月24日 - 清水一希、俳優
- 4月24日 - 森茶、漫画家
- 4月24日 - 金子侑司、プロ野球選手
- 4月25日 - 高橋悠馬、サッカー選手
- 4月25日 - ゆりえ、シンガーソングライター
- 4月26日 - 石山実乃、タレント
- 4月26日 - 山田美菜子、ファッションモデル
- 4月26日 - 松冨倫、プロ野球選手
- 4月27日 - 倉地恵利、女優
- 4月27日 - 春輝、ファッションモデル
- 4月28日 - 橋本到、プロ野球選手
- 4月28日 - 川畑真利奈、グラビアアイドル
- 4月28日 - 依吹怜、ファッションモデル
- 4月28日 - 荒牧聖未、女子競輪選手、元アイスホッケー選手
- 4月29日 - 上里琢文、サッカー選手
- 4月30日 - 近田怜王、プロ野球選手
- 4月30日 - 比嘉厚平、サッカー選手
- 4月30日 - 柳英里紗、女優
- 4月30日 - 豊島将之、将棋棋士

### 5月
- 5月2日 - 伊藤友美、レースクイーン
- 5月2日 - 重廣礼香、女優
- 5月2日 - 林美沙希、アナウンサー
- 5月2日 - 三瓶将廣、自転車競技選手
- 5月2日 - 藤本大、プロサッカー選手
- 5月3日 - 紗希せりか、タレント
- 5月3日 - 谷口鮪、歌手（KANA-BOON）
- 5月4日 - 護あさな、グラビアアイドル
- 5月4日 - 高橋まみ、グラビアアイドル
- 5月4日 - 高橋峻希、サッカー選手
- 5月5日 - 伊良皆竜一、バスケットボール選手
- 5月6日 - 佐藤拓也、俳優
- 5月6日 - 中野菜摘、女子野球選手
- 5月6日 - 野口霞、女子野球選手
- 5月6日 - 髙田知季、プロ野球選手
- 5月6日 - 工藤壮人、サッカー選手（+ 2022年）
- 5月7日 - 戸谷公人、俳優
- 5月7日 - 浦浜アリサ、ファッションモデル
- 5月7日 - 竪山隼太、俳優
- 5月7日 - 綱島恵里香、タレント、女優
- 5月7日 - 三嶋一輝、プロ野球選手
- 5月7日 - 宮原臣佳、女子プロ野球選手
- 5月7日 - 小出友華、元ファッションモデル
- 5月8日 - 寺西加織、グラビアアイドル
- 5月8日 - 風間緑、バスケットボール選手
- 5月8日 - 紫雷イオ、プロレスラー
- 5月8日 - 谷一歩、女優
- 5月9日 - 土井玲奈、女優
- 5月10日 - 片山陽加、元AKB48
- 5月10日 - 上森寛元、俳優
- 5月10日 - 星川なつ、AV女優
- 5月10日 - 桐谷ユリア、AV女優
- 5月11日 - 竹村真琴、プロゴルファー
- 5月11日 - 丹羽裕美、バスケットボール選手
- 5月12日 - 福本有希、PrizmaX
- 5月12日 - 伏見寅威、プロ野球選手
- 5月12日 - 山崎正登、サッカー選手
- 5月12日 - 鷲見玲奈、アナウンサー、女優
- 5月12日 - 石川翔子、フィギュアスケート選手
- 5月13日 - 山口純、新選組リアン
- 5月13日 - 有川知里、タレント
- 5月13日 - 山川ひろみ、グラビアアイドル
- 5月15日 - 村元小月、フィギュアスケート選手
- 5月15日 - 福田健人、サッカー選手
- 5月15日 - 田中紳太郎、サッカー選手
- 5月15日 - 青野令、スノーボード選手
- 5月15日 - BETTANA!!、俳優
- 5月16日 - 宮野達也、俳優
- 5月16日 - 小川泰弘、プロ野球選手
- 5月17日 - 松田翔太、プロ野球選手
- 5月17日 - 菅沼駿哉、サッカー選手
- 5月18日 - 藤井宏政、プロ野球選手
- 5月18日 - 二保旭、プロ野球選手
- 5月18日 - 立岡宗一郎、プロ野球選手
- 5月18日 - 大迫勇也、サッカー選手
- 5月18日 - 濱田水輝、サッカー選手
- 5月19日 - 小原優花、ファッションモデル
- 5月19日 - 堀澤かずみ、タレント
- 5月19日 - 藤沢あぐり、ファッションモデル
- 5月19日 - 前田陽平、サッカー選手
- 5月19日 - 服部梨花、バレーボール選手
- 5月19日 - 石井里沙、バレーボール選手
- 5月20日 - 吉田紗也加、女優
- 5月21日 - 河野万里奈、歌手
- 5月21日 - MAMI、ギタリスト、ミュージシャン（SCANDAL）
- 5月22日 - 佐々木心音、女優
- 5月23日 - 石川雅博、サッカー選手
- 5月24日 - 野村太一郎、狂言師
- 5月24日 - 松下優也、歌手
- 5月24日 - 阿部陽輔、サッカー選手
- 5月25日 - 橋本和樹、プロレスラー
- 5月25日 - 前田優希、AV女優
- 5月25日 - 中山エリス、AV女優
- 5月26日 - 石川駿、プロ野球選手
- 5月27日 - 井藤真吾、プロ野球選手
- 5月27日 - 藤澤拓斗、プロ野球選手
- 5月28日 - 高井みほ、グラビアアイドル
- 5月28日 - 大畑拓也、サッカー選手
- 5月28日 - 島川俊郎、サッカー選手
- 5月28日 - 藤本麻子、プロゴルファー
- 5月28日 - 薄井しお里、元東北放送アナウンサー、グラビアアイドル
- 5月29日 - 石田ニコル、ファッションモデル
- 5月30日 - 菊里藍、AV女優
- 5月31日 - 岡崎建哉、プロ野球選手
- 5月31日 - 端戸仁、サッカー選手
- 5月31日 - TOMOMI、ミュージシャン（SCANDALの(ベースおよびヴォーカル担当)
- 5月31日 - 堀江晶太、作編曲家、ミュージシャン（PENGUIN RESEARCH）

### 6月
- 6月1日 - 深津英臣、バレーボール選手
- 6月1日 - 村川梨衣[23]、声優
- 6月1日 - 髙木伴、プロ野球選手
- 6月2日 - 北山麻依加、つぼみ
- 6月2日 - 岡田晴樹、元騎手
- 6月3日 - 清水芽衣、声優
- 6月3日 - かずのすけ、YouTuber
- 6月4日 - 加藤リナ、AV女優
- 6月4日 - 吉澤嘉代子、シンガーソングライター
- 6月4日 - ファーストサマーウイカ、アイドル（BiS）
- 6月5日 - 有馬翔、プロ野球選手
- 6月5日 - 岩本知世、ファッションモデル
- 6月6日 - 山本徹矢、プロ野球選手
- 6月6日 - 田井中茉莉亜、グラビアアイドル
- 6月6日 - 桃依さら、AV女優
- 6月7日 - 高島良介、俳優
- 6月7日 - 柳沢太介、俳優
- 6月7日 - 橋本直樹、野球選手
- 6月8日 - 中川大志、プロ野球選手
- 6月8日 - 卜部功也、キックボクサー
- 6月9日 - 大田泰示、プロ野球選手
- 6月9日 - 三浦一馬、バンドネオン奏者
- 6月10日 - 尾崎彩香、ファッションモデル
- 6月11日 - Yes!アキト、お笑いタレント
- 6月11日 - ケツ、お笑い芸人 (ニッポンの社長)
- 6月12日 - 丸高愛実、グラビアモデル
- 6月12日 - 岩瀬佑美子、元乃木坂46
- 6月12日 - 三幣恵理愛、タレント
- 6月12日 - 二階堂裕太、タレント
- 6月12日 - ジャニス・アラガオ、女優
- 6月13日 - 二代目柳家平和、落語家
- 6月13日 - 篠原慎平、プロ野球選手
- 6月13日 - 小西つどい、野球選手
- 6月14日 - 池ヶ谷夏美、女子サッカー選手
- 6月14日 - 藤井将貴、空手家
- 6月15日 - 南沢奈央、女優
- 6月15日 - 脇沢佳奈、女優
- 6月15日 - miwa、シンガーソングライター
- 6月16日 - 三谷怜央、JUMPプリンス
- 6月16日 - 矢島陽平、プロ野球選手
- 6月17日 - 中村悠平、プロ野球選手
- 6月18日 - 谷村美月、女優
- 6月18日 - 法月康平、俳優
- 6月18日 - 平賀三恵、声優
- 6月18日 - 安田裕希、野球選手
- 6月19日 - 加藤紗里、ファッションモデル、タレント、女優
- 6月19日 - 如月なつき、音楽家
- 6月19日 - 松原夏海、元AKB48
- 6月19日 - 白木杏奈、シンガーソングライター
- 6月19日 - 島井寛仁、プロ野球選手
- 6月19日 - 加戸由佳、女子サッカー選手
- 6月20日 - 東浜巨、野球選手
- 6月20日 - 染谷早紀、ミュージカル俳優
- 6月20日 - 平岡琴、キックボクサー
- 6月21日 - 宇佐美えりな、タレント
- 6月21日 - 鈴木かすみ、女優
- 6月21日 - 伊東拓馬、キックボクサー
- 6月21日 - 福地元春、プロ野球選手
- 6月22日 - 伊野尾慧、Hey! Say! JUMP
- 6月23日 - 野寺和音、サッカー選手
- 6月23日 - 阿部まみ、チアリーダー・フィールドキャスター
- 6月23日 - 本田慎之介、サッカー選手
- 6月24日 - 朝木智美、グラビアアイドル
- 6月25日 - 杏菜、モデル
- 6月25日 - 花乃由布莉、よしもとグラビアエージェンシー
- 6月26日 - 小林太郎、シンガーソングライター
- 6月26日 - 郡司恭子、日本テレビアナウンサー
- 6月26日 - 高橋春花、アナウンサー
- 6月26日 - 松原稜典、アナウンサー
- 6月27日 - 深野羅定咲、バスケットボール選手
- 6月28日 - 尾高杏奈、女優
- 6月28日 - 松原汐織、ファッションモデル
- 6月28日 - 井上はるか、フィギュアスケート選手
- 6月28日 - 浅野優貴、歌手、俳優
- 6月29日 - 木村昴、声優
- 6月29日 - THE SxPLAY、歌手
- 6月29日 - 岡本知剛、サッカー選手
- 6月29日 - 大西礼芳、女優
- 6月30日 - タカオユキ、声優

### 7月
- 7月1日 - 佐藤夏希、ネイリスト、元AKB48
- 7月2日 - 松本夏空、ファッションモデル
- 7月2日 - 新里亮、サッカー選手
- 7月3日 - 伊藤涼太、プロゴルファー
- 7月3日 - 岩坂名奈、バレーボール選手
- 7月3日 - 玉井伸、囲碁棋士
- 7月3日 - 渋谷悠佑、元放送作家
- 7月4日 - 岡田愛マリー、アナウンサー
- 7月4日 - 清浦夏実、女優
- 7月4日 - 咲世子、女優
- 7月4日 - 町田啓太、俳優
- 7月4日 - 山田直輝、サッカー選手
- 7月5日 - 伊藤庸介、俳優
- 7月5日 - 鈴木ふみ奈、グラビアアイドル
- 7月5日 - 佐藤永志、サッカー選手
- 7月6日 - 松永かなみ、タレント
- 7月7日 - 藤田恵名、シンガーソングライター
- 7月7日 - 白石夏美、AV女優
- 7月7日 - 平井七菜子、AV女優
- 7月7日 - 霜月るな、AV女優
- 7月9日 - 池松壮亮、俳優
- 7月9日 - 別府ともひこ、お笑い芸人（エイトブリッジ)
- 7月9日 - 安藝正俊、サッカー選手
- 7月10日 - 千代の国憲輝、大相撲力士
- 7月10日 - 原隆二、ボクサー選手
- 7月11日 - 落合モトキ、俳優
- 7月11日 - 小池ジョアンナ、歌手
- 7月11日 - 新鍋理沙、バレーボール選手
- 7月11日 - 朴建、サッカー選手
- 7月12日 - 伊藤裕人、騎手
- 7月12日 - 喜友名諒、空手家
- 7月12日 - 千代栄栄太、大相撲力士
- 7月13日 - 小山夏希、グラビアアイドル
- 7月15日 - すみれ、ファッションモデル
- 7月15日 - 松山愛里、女優
- 7月15日 - 松浦寛子、バレーボール選手
- 7月15日 - 香澄のあ、元AV女優
- 7月16日 - 湯川舞、グラビアアイドル
- 7月16日 - 溝江明香、ビーチバレー選手
- 7月16日 - ダレノガレ明美、ファッションモデル
- 7月17日 - 山下鈴、グラビアアイドル
- 7月17日 - 中野菜摘、女子野球選手
- 7月19日 - 日高亮、プロ野球選手
- 7月19日 - 高田志織、元SKE48
- 7月19日 - 佐伯大地、俳優
- 7月20日 - 川原真琴、ファッションモデル
- 7月20日 - 横澤夏子、お笑いタレント
- 7月20日 - 松島彩、女優
- 7月20日 - 蜂須賀孝治、サッカー選手
- 7月20日 - 東慶悟、サッカー選手
- 7月21日 - 中田廉、プロ野球選手
- 7月21日 - 岩田さゆり、ファッションモデル
- 7月21日 - 稲生夏季、競艇選手
- 7月21日 - 小林美樹、ミュージシャン、バイオリン
- 7月21日 - 永野彰一、プロ雀士
- 7月22日 - 吉川ウィリアム、サッカー選手
- 7月22日 - 水川かたまり、お笑いタレント（空気階段）
- 7月23日 - 伊藤竜司、サッカー選手
- 7月24日 - 三中元克、お笑いタレント
- 7月24日 - 加藤瑠美、元9nine
- 7月24日 - 沼田圭悟、サッカー選手
- 7月25日 - 井内里菜、つぼみ
- 7月25日 - 梶礼美菜、かじ・れみな、歌手・ミュージカル女優、振付師
- 7月26日 - 杉本夏希、女優
- 7月26日 - 木下美咲、タレント
- 7月26日 - 日美野梓、女優
- 7月26日 - 山田千晴、女優
- 7月27日 - 熊井幸平、元D-BOYS
- 7月27日 - 永井みさえ、イラストレーター
- 7月27日 - 佐藤栞里、ファッションモデル
- 7月27日 - 後藤三知、女子サッカー選手
- 7月27日 - 郭立中、フィギュアスケート選手
- 7月28日 - 和田拓也、サッカー選手
- 7月29日 - 伊藤ユリエ、AV女優
- 7月30日 - 磯美沙紀、タレント
- 7月30日 - 堀畑裕也、水泳選手
- 7月31日 - 赤川克紀、プロ野球選手
- 7月31日 - 木本幸広、プロ野球選手
- 7月31日 - 大城友弥、歌手
- 7月31日 - 鳥部万里子、声優
- 7月31日 - 長谷川智広、漫画家

### 8月
- 8月1日 - 木村拓也、アナウンサー
- 8月1日 - 麻海りあ、グラビアアイドル
- 8月1日 - 元山夏菜、バスケットボール選手
- 8月2日 - 勝乗恵美、グラビアアイドル
- 8月2日 - 西野真弘、プロ野球選手
- 8月3日 - 守田達弥、サッカー選手
- 8月3日 - 白石隼也、俳優
- 8月3日 - 田知本遥、柔道選手
- 8月3日 - 藤原しおり、タレント、元お笑いタレント（旧芸名：ブルゾンちえみ）
- 8月4日 - 髙島祥平、プロ野球選手
- 8月4日 - 草野絵美、フォトグラファー
- 8月4日 - 濱口京子、バスケットボール選手
- 8月5日 - 南結衣、グラビアアイドル
- 8月5日 - 境絵里加、ファッションモデル
- 8月6日 - 二階堂高嗣、Kis-My-Ft2
- 8月6日 - 麻生夏子、女優
- 8月6日 - 柳喬之、俳優
- 8月6日 - 曹駿、プロレスラー
- 8月7日 - 山口このみ、女優
- 8月7日 - 石岡真衣、グラビアアイドル
- 8月8日 - 内田清輝、映画監督
- 8月8日 - 佐藤亜耶、タレント
- 8月8日 - 森永ひよこ、AV女優
- 8月8日 - 久保尚暉、俳優
- 8月8日 - 渡辺大知、俳優
- 8月8日 - 赤木野々花、アナウンサー
- 8月9日 - 水瀬あいみ、グラビアアイドル
- 8月9日 - 橘花凛、グラビアアイドル
- 8月9日 - 田中朋子、女子プロ野球選手
- 8月9日 - 宋楠、フィギュアスケート選手
- 8月10日 - 前山奈津巴、グラビアアイドル
- 8月10日 - 手塚真生、ファッションモデル
- 8月10日 - 迫留駿、プロ野球選手
- 8月10日 - 安藤駿介、サッカー選手
- 8月10日 - 小原怜、女子陸上競技選手
- 8月11日 - 小熊凌祐、プロ野球選手
- 8月11日 - 田野倉翔太、レスリング選手
- 8月11日 - 宮本武文、プロ野球選手
- 8月12日 - 桜のどか、グラビアアイドル
- 8月12日 - 白砂ゆの、AV女優
- 8月13日 - 宮澤佐江、元SKE48、SNH48、AKB48
- 8月13日 - 中島愛里、グラビアアイドル
- 8月13日 - 葉月抹茶、漫画家
- 8月13日 - 小野竜輔、お笑い芸人（ダイヤモンド）
- 8月14日 - 松葉貴大、プロ野球選手
- 8月14日 - 今井美亜、競艇選手
- 8月15日 - 花原あんり、女優
- 8月15日 - 田辺季正、俳優
- 8月15日 - 花村想太、Da-iCE
- 8月16日 - 内山昂輝[24]、声優
- 8月17日 - 笹岡征矢、ミュージカル俳優
- 8月18日 - 有村藍里、グラビアアイドル
- 8月20日 - 白崎浩之、野球選手
- 8月20日 - プー・ルイ、元BiS
- 8月20日 - 森崎ウィン、俳優、元PrizmaXメンバー
- 8月21日 - 安齊舞、タレント
- 8月21日 - 千佐都、歌手
- 8月21日 - 星奈津美、競泳選手
- 8月21日 - 相川奈都姫、声優
- 8月21日 - 東城日沙子、声優
- 8月22日 - 今井沙緒里、陸上競技選手
- 8月22日 - 上本崇司、プロ野球選手
- 8月22日 - 三原拓也、モトクロスレーサー
- 8月23日 - DJ松永、ターンテーブリスト、作曲家
- 8月24日 - 小桃音まい、歌手
- 8月24日 - 唐澤大夢、サッカー選手
- 8月25日 - 錦木徹也、大相撲力士
- 8月25日 - 緒方凌介、プロ野球選手
- 8月25日 - 神咲詩織、AV女優
- 8月27日 - 吉岡美帆、セーリング選手
- 8月28日 - 高木古都、女優
- 8月30日 - 藤村直樹、俳優
- 8月30日 - 谷中麻里衣、タレント
- 8月31日 - 舞花、シンガーソングライター
- 8月31日 - 宮城香里、女優
- 8月31日 - 大累進、プロ野球選手
- 8月31日 - 矢本悠馬、俳優

### 9月
- 9月1日 - 宮河マヤ、タレント
- 9月1日 - 磯部夏紀、バスケットボール選手
- 9月2日 - 曵地裕哉、サッカー選手
- 9月2日 - 丸橋祐介、サッカー選手
- 9月2日 - 平井桃子、バレーボール選手
- 9月2日 - 石井香織、グラビアアイドル
- 9月3日 - 真木今日子、AV女優
- 9月3日 - 水沢アリー、タレント
- 9月3日 - 澤田由希、モデル
- 9月4日 - 鶴野太貴、サッカー選手
- 9月4日 - 小原由梨愛、サッカー選手
- 9月5日 - 菊地亜美、元アイドリング!!!
- 9月5日 - 笹川友里、アナウンサー
- 9月5日 - 井林章、サッカー選手
- 9月5日 - 相坂優歌、声優
- 9月6日 - 塚本舞、タレント、歌手
- 9月6日 - 竹田まい、元ファンタ☆ピース
- 9月7日 - 田中崇博、元プロ野球選手
- 9月7日 - 眞家泉、気象キャスター
- 9月8日 - 仲村瑠璃亜、女優
- 9月8日 - 神原麻由、女優
- 9月8日 - 前田かおり、AV女優
- 9月8日 - 永田拓也、サッカー選手
- 9月8日 - 英里子、モデル
- 9月9日 - 石崎剛、プロ野球選手
- 9月10日 - 由良有里紗、タレント
- 9月11日 - 重成俊弥、サッカー選手
- 9月11日 - 畑田真輝、サッカー選手
- 9月11日 - ベフゾド・アブドゥライモフ 、ピアニスト
- 9月12日 - 国本雄資、レーシングドライバー
- 9月12日 - 松谷浩平、陸上競技選手
- 9月13日 - 中別府葵、ファッションモデル
- 9月13日 - 奥谷侑加、グラビアアイドル
- 9月13日 - 中村充孝、サッカー選手
- 9月14日 - 久保田結衣、タレント
- 9月14日 - 城山さやか、グラビアアイドル
- 9月14日 - 田嶋和也、陸上競技選手
- 9月14日 - 三田啓貴、サッカー選手
- 9月15日 - 絢子女王、皇族、高円宮の三女
- 9月15日 - 星沢みのり、グラビアアイドル
- 9月16日 - 塚本翔人、俳優
- 9月16日 - 館野奈穂、グラビアモデル
- 9月17日 - 福山聖二、元HotchPotchi
- 9月17日 - 小山留生、タレント
- 9月17日 - 池山あゆ美、野球選手
- 9月18日 - 山田裕貴、D2
- 9月18日 - 金田和之、プロ野球選手
- 9月18日 - 東城りお、グラビアアイドル、麻雀士
- 9月19日 - 飯田大祐、プロ野球選手
- 9月19日 - 烏屋茶房、音楽家
- 9月19日 - 福田沙紀、女優
- 9月20日 - 星美りか、グラビアアイドル
- 9月20日 - 青木沙耶香、ボクシング選手
- 9月20日 - 一色龍次郎、ミュージカル俳優
- 9月21日 - 東亜優、女優
- 9月21日 - 趣里、女優
- 9月22日 - 植田真梨恵、シンガーソングライター
- 9月22日 - 広瀬愛梨、グラビアアイドル
- 9月22日 - 吉村綾花、元SweetS
- 9月23日 - 崇岡白、俳優
- 9月23日 - 寺島咲、女優
- 9月23日 - 鍵谷陽平、プロ野球選手
- 9月23日 - 武富孝介、サッカー選手
- 9月24日 - 齋藤圭祐、プロ野球選手
- 9月24日 - 高橋由真、ファッションモデル
- 9月24日 - 緒方亜香里、柔道選手
- 9月24日 - 申娜姫、フィギュアスケート選手
- 9月24日 - 出岡美咲、ファッションモデル
- 9月24日 - 向里祐香、女優
- 9月25日 - 浅田真央、フィギュアスケート選手
- 9月25日 - 濵田尚里、柔道家
- 9月26日 - 城島ゆかり、アイドル（JK21）
- 9月26日 - 渡辺加和、グラビアモデル、ダンサー（CYBERJAPAN）
- 9月27日 - 中島依美、女子サッカー選手
- 9月29日 - 八木亮祐、プロ野球選手
- 9月29日 - 坂口真規、プロ野球選手
- 9月29日 - 久富賢、サッカー選手
- 9月30日 - 梶浦愛子、グラビアアイドル

### 10月
- 10月1日 - 片山萌美、グラビアアイドル、女優
- 10月2日 - 武田るい、タレント
- 10月2日 - 仙石廉、サッカー選手
- 10月2日 - 大沼美咲、バスケットボール選手
- 10月2日 - 渡辺一樹、オートバイレーサー
- 10月2日 - 田川雄理、ミュージカル俳優、元システムエンジニア
- 10月3日 - 斉藤里奈、タレント
- 10月3日 - 丸山元気、騎手
- 10月3日 - 笠原江梨香、テコンドー選手
- 10月3日 - 龍清泉、重量挙げ選手
- 10月4日 - 土屋健二、プロ野球選手
- 10月4日 - 河合優、女優
- 10月4日 - 小牧彩那、女優
- 10月4日 - 八鍬里美、ファッションモデル
- 10月4日 - 内田悠一、俳優
- 10月5日 - 栗原菊乃、タレント
- 10月5日 - 橘美緒、ファッションモデル
- 10月5日 - 西川早弓、女子サッカー選手
- 10月6日 - 山口螢、サッカー選手
- 10月6日 - 丸山亜季、バレーボール選手
- 10月6日 - 江國冴香、ミュージカル俳優
- 10月8日 - 中田ちさと、タレント、アイドル、元AKB48
- 10月8日 - 春菜めぐみ、レースクイーン
- 10月9日 - 後藤崇太、俳優
- 10月9日 - 星野あいか、AV女優
- 10月10日 - 野村麻純、女優
- 10月11日 - 寺本翔悟、俳優
- 10月11日 - 初音、シンガーソングライター
- 10月11日 - 安谷屋なぎさ、タレント
- 10月11日 - 高瀬愛実、女子サッカー選手
- 10月12日 - 松本竜一、俳優
- 10月12日 - 小林よう、ファッションモデル
- 10月12日 - 末永佳子、グラビアアイドル
- 10月12日 - 堀口恭司、総合格闘家
- 10月13日 - 張本優大、プロ野球選手
- 10月15日 - 水原希子、ファッションモデル、女優
- 10月15日 - 杉原由規奈、女優
- 10月15日 - 中井貴裕、柔道選手
- 10月15日 - 高木海帆、柔道選手
- 10月16日 - 荒賀龍太郎、空手家
- 10月16日 - 桑野晃輔、俳優
- 10月16日 - 佐藤亜美菜、声優、元AKB48
- 10月16日 - 清水博正、演歌歌手
- 10月16日 - 高畠華澄、女優
- 10月16日 - 守屋宏紀、テニス選手
- 10月17日 - 芽育陽菜、女優
- 10月17日 - 岡山外潤、タレント
- 10月17日 - 熊谷紗希、女子サッカー選手
- 10月17日 - 村田愛里咲、モーグル選手
- 10月17日 - 稲葉光、ジャニーズJr
- 10月17日 - 須貝茉彩、フリーアナウンサー、リポーター
- 10月18日 - 辛島航、プロ野球選手
- 10月18日 - 瀬古あゆみ、女優
- 10月18日 - 原田麻美、パーソナリティー
- 10月18日 - 角屋龍太、プロ野球選手
- 10月19日 - オカモトショウ、歌手（OKAMOTO'S）
- 10月19日 - 原田舞美、女優
- 10月19日 - 遠藤聖大、大相撲力士
- 10月19日 - 宮川将、プロ野球選手
- 10月20日 - 後藤紗亜弥、歌手
- 10月20日 - 伊藤祐介、プロ野球選手
- 10月20日 - 上野真未、タレント
- 10月20日 - 菅野英樹、声優
- 10月20日 - じん、シンガーソングライター・ボカロP（自然の敵P）、小説家、脚本家
- 10月20日 - 竹下真吾、プロ野球選手
- 10月20日 - 柳生みゆ、ファッションモデル、女優、タレント
- 10月21日 - 手塚裕紀、モデル
- 10月22日 - 矢野祥、ピアニスト
- 10月22日 - 笹山純平、俳優
- 10月22日 - 笹山哲平、俳優
- 10月22日 - 池田光咲、ファッションモデル、女優
- 10月22日 - 斉藤千晃、女優
- 10月23日 - 彩月貴央、タレント、女優
- 10月23日 - chay、シンガーソングライター
- 10月23日 - 凛音とうか、AV女優
- 10月23日 - 二神光、俳優（+ 2024年）
- 10月24日 - 沢田優蘭、陸上競技選手
- 10月24日 - 曽田麻衣子、タレント
- 10月24日 - よしこ、お笑い芸人（ガンバレルーヤ）
- 10月25日 - 薬丸翔、俳優
- 10月25日 - 笠川永太、サッカー選手
- 10月26日 - 川島正太郎、騎手
- 10月28日 - 藤本奈月、モデル
- 10月28日 - 佳久創、俳優、元ラグビー選手
- 10月29日 - 大熊未沙、タレント
- 10月29日 - 河瀬ゆり、女優
- 10月30日 - 吉田茉以、元9nine
- 10月30日 - 松本美星、タレント
- 10月30日 - 水谷駿、俳優、歌手、タレント
- 10月30日 - 土田慎、政治家（衆議院議員）
- 10月31日 - 佐々木龍、自転車競技選手
- 10月31日 - あやぺた、ミュージシャン（Dizzy Sunfist）

### 11月
- 11月1日 - 舛ノ山大晴、大相撲力士
- 11月1日 - 杉山晃紀、プロ野球選手
- 11月1日 - 杉山仁、元PrizmaX
- 11月1日 - 和田晃一良、実業家
- 11月1日 - ゆりやんレトリィバァ、お笑い芸人
- 11月2日 - 村上雄太、俳優
- 11月2日 - 鳩谷紗彩、ファッションモデル
- 11月2日 - 本宮未紀、棒高跳び選手
- 11月2日 - 岸田実保、ミュージカル俳優
- 11月3日 - 新井涼平、サッカー選手
- 11月3日 - 鈴木伸二、囲碁棋士
- 11月4日 - 又吉克樹、プロ野球選手
- 11月4日 - 西口諒、サッカー選手
- 11月6日 - 大矢真那、女優、タレント、元SKE48
- 11月6日 - 天空海翔馬、大相撲力士
- 11月8日 - 川内鮮輝、陸上選手
- 11月9日 - 関口舞、実業家
- 11月10日 - 西勇輝、プロ野球選手
- 11月10日 - 仲村ともみ、グラビアアイドル
- 11月10日 - 竜電剛至、大相撲力士
- 11月10日 - 杉岡沙絵子、アナウンサー
- 11月11日 - 切陽什姐、陸上競技選手
- 11月11日 - 葵ちひろ、元AV女優
- 11月12日 - 大和田健介、俳優
- 11月12日 - 浅村栄斗、プロ野球選手
- 11月13日 - 鬼頭真由美、バスケットボール選手
- 11月13日 - 璃子、女優、グラビアモデル
- 11月14日 - 赤谷奈緒子、ファッションモデル
- 11月14日 - 七海れん、グラビアアイドル
- 11月14日 - 松本直晃、プロ野球選手
- 11月14日 - 赤間謙、プロ野球選手
- 11月14日 - 佐々木蓮、タレント
- 11月15日 - 谷澤恵里香、アイドリング!!!
- 11月15日 - 本郷奏多、俳優
- 11月15日 - もこう 、声優、 ゲーム実況者
- 11月16日 - 平山友梨香、スキージャンプ選手
- 11月16日 - 土肥寛昌、プロ野球選手
- 11月16日 - 坂本一将、プロ野球選手
- 11月16日 - 宮下兼史鷹、お笑い芸人（宮下草薙）
- 11月17日 - 中村絢香、女優
- 11月18日 - 白幡いちほ、タレント・お笑いタレント
- 11月19日 - 源崎トモエ、ファッションモデル
- 11月20日 - 西山大希、柔道選手
- 11月20日 - 仲野ひろみ、モデル
- 11月20日 - 大和侑也、キックボクサー
- 11月22日 - 齋藤優里奈、タレント
- 11月22日 - 水野勝、タレント、俳優、(BOYS AND MEN)
- 11月22日 - 野崎渚、女子プロレスラー
- 11月23日 - 小島由梨、タレント
- 11月23日 - 中野瞳、陸上競技選手
- 11月25日 - 壁谷明音、ファッションモデル
- 11月25日 - 月宮みどり、声優
- 11月25日 - 山岡みどり、元9nine
- 11月25日 - 川相拓也、プロ野球選手
- 11月26日 - tofubeats、歌手
- 11月26日 - 小野早稀、声優
- 11月27日 - 栗原みさ、グラビアアイドル
- 11月27日 - 飯田優也、プロ野球選手
- 11月27日 - 宮﨑駿、プロ野球選手
- 11月27日 - 大迫希、サッカー選手
- 11月28日 - 柏静香、タレント
- 11月28日 - 長田美雪、声優
- 11月30日 - 絵梨華、モデル
- 11月30日 - 中村知恵、AV女優

### 12月
- 12月1日 - 酒井志穂、競泳選手
- 12月1日 - 稲村梓、女優
- 12月1日 - 安野貴博、政治家、SF作家、起業家、AIエンジニア
- 12月2日 - 八乙女光、Hey! Say! JUMP
- 12月2日 - 樋江井ありさ、歌手
- 12月3日 - 矢吹シャルロッテ、グラビアアイドル
- 12月3日 - 米本拓司、サッカー選手
- 12月3日 - ガク、お笑い芸人（真空ジェシカ）
- 12月4日 - 古本武尊、プロ野球選手
- 12月4日 - 谷侑加子、よしもとグラビアエージェンシー
- 12月4日 - 柳あみ、タレント
- 12月5日 - 齋藤遼、俳優
- 12月6日 - 林遣都、俳優
- 12月6日 - 志田達哉、囲碁棋士
- 12月7日 - 水津瑠美、フィギュアスケート選手
- 12月7日 - 清家大葵、サッカー選手
- 12月7日 - 阿部幸音、バスケットボール選手
- 12月8日 - 浅賀優美、タレント、キャスター
- 12月8日 - 栗山直樹、サッカー選手
- 12月8日 - 戸田めぐみ、声優
- 12月8日 - 川添佳穂、アナウンサー
- 12月9日 - 雪祈、グラビアアイドル
- 12月9日 - 田面巧二郎、プロ野球選手
- 12月10日 - 松井咲子、タレント、ピアニスト、元AKB48
- 12月10日 - 袴田彩会、アナウンサー
- 12月10日 - 富沢祥也、レーサー（+ 2010年）
- 12月11日 - 土村芳、女優
- 12月12日 - 富樫あずさ、グラビアアイドル
- 12月12日 - 三村ゆうな、声優
- 12月13日 - NOZOMI、プロレスラー
- 12月13日 - 宮下まい、AV女優
- 12月14日 - 村川大介、囲碁棋士
- 12月14日 - 弘松優衣、アナウンサー
- 12月15日 - 若葉くるみ、AV女優
- 12月15日 - ももかりん、AV女優
- 12月16日 - フォンチー、元アイドリング!!!
- 12月17日 - 竹田真恋人、女優
- 12月17日 - 松崎駿司、俳優
- 12月17日 - 則本昂大、プロ野球選手
- 12月17日 - 白武ときお、放送作家
- 12月18日 - 甲斐拓哉、プロ野球選手
- 12月18日 - 駒田圭佑、バトントワリング選手
- 12月18日 - 望月ミキ、タレント
- 12月18日 - 関取花、歌手
- 12月18日 - 斎藤友夏莉、女子野球選手
- 12月18日 - 藤田倭、ソフトボール選手
- 12月19日 - 朝興貴祐貴、力士
- 12月20日 - 水田航生、俳優
- 12月20日 - 橘杏里、タレント
- 12月21日 - 吉田絢乃、女優
- 12月22日 - 安済知佳、声優
- 12月23日 - 芦田万莉恵、元9nine
- 12月23日 - 林直次郎、歌手・俳優
- 12月23日 - 猪本健太郎、プロ野球選手
- 12月24日 - 森聖矢、俳優
- 12月24日 - 鈴木里彩、声優
- 12月24日 - 三宅諒、フェンシング選手
- 12月26日 - 川原一馬、俳優
- 12月26日 - 松島庄汰、俳優
- 12月26日 - 坂田彩、ファッションモデル
- 12月26日 - 富山貴光、サッカー選手
- 12月27日 - 国分優作、騎手
- 12月27日 - 国分恭介、騎手
- 12月28日 - 鎌田章吾、歌手
- 12月30日 - 中村朝佳、女優
- 12月30日 - 藤岡茜、タレント